# Collégiale Saint-Martin de Montmorency
Pour les articles homonymes, voir collégiale Saint-Martin.
La collégiale Saint-Martin de Montmorency est une ancienne collégiale de style gothique flamboyant du XVIe siècle située à Montmorency dans le Val-d'Oise, en région Île-de-France. Bâtie sur un éperon rocheux et précédée d'une terrasse, elle domine la vallée de Montmorency. Remarquable pour son unicité architecturale avec une sobriété et harmonie correspondant à son premier rôle de lieu de sépulture de la maison de Montmorency, la collégiale est surtout réputée pour son exceptionnelle série de quatorze vitraux de la Renaissance, qui se distingue même sur le plan national. Depuis 1631, soit un an avant l'exécution du dernier connétable Henri II de Montmorency, elle sert également d'église paroissiale, et se concentre sur ce rôle unique après la Révolution française. Tout comme l'église Saint-François, l'ancienne collégiale accueille les fidèles catholiques de Montmorency et relève du diocèse de Pontoise. Depuis 2018, son curé est le Père Émeric Dupont,.

## Histoire

### Les origines

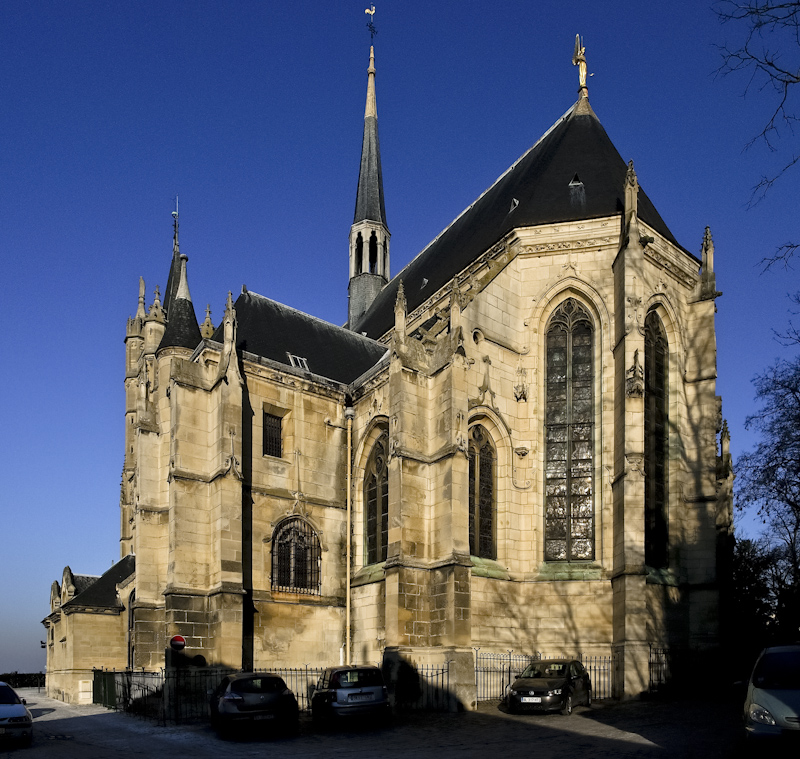
Le chevet depuis le sud-est.

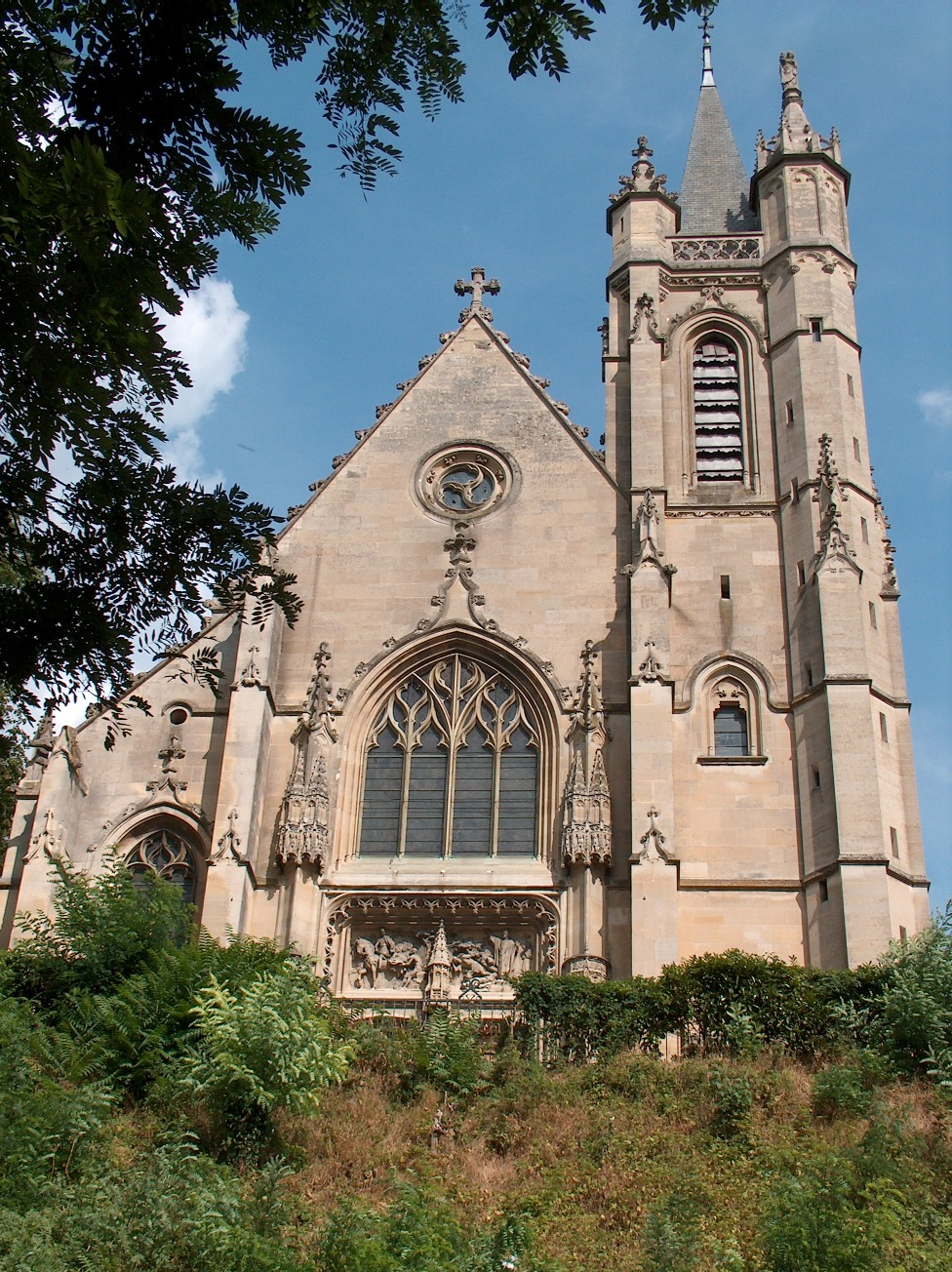
Façade de la collégiale.

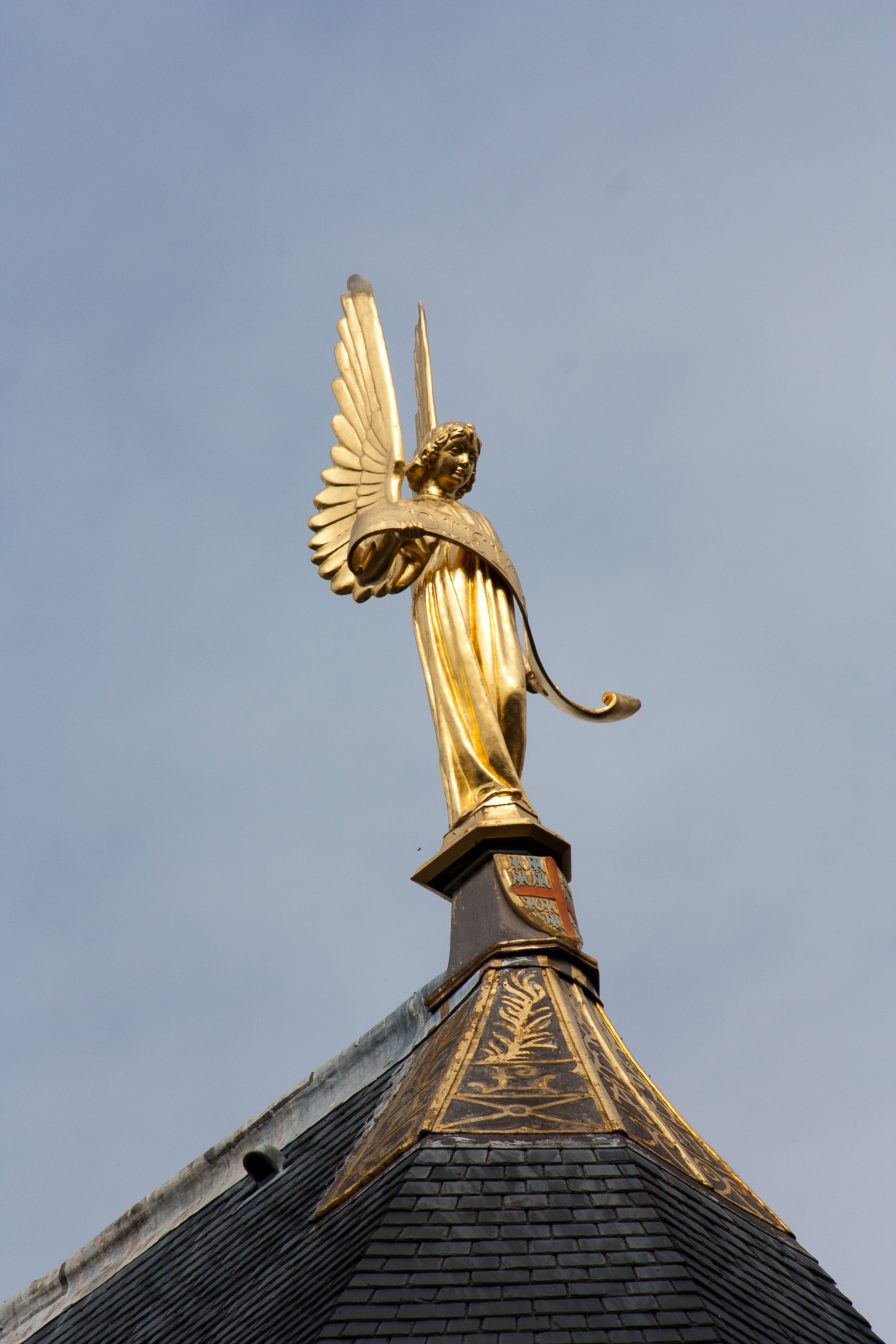
Archange sur le toit.

Depuis que le roi Robert a contraint en 997 son ancêtre Bouchard le Barbu à échanger son poste de l'île Saint-Denis - d'où il rançonnait les bateaux passant sur la Seine y compris ceux de l'abbaye de Saint-Denis, amenant l'abbé Vivian à le traduire en justice devant le roi - pour le domaine de Montmorency afin de l'éloigner de l'abbaye, la famille a fait de son mieux pour agrandir son domaine au détriment de celui de l'abbaye et pour diminuer la puissance de cet établissement en fondant des établissements concurrents. Vers 1124 Mathieu Ier de Montmorency fonde le prieuré de Bois-Saint-Père près du château de la Chasse et la collégiale Saint-Martin à Montmorency. Il souhaite posséder dans l'enceinte même du château une collégiale (d'autres familles ont ou auront la même démarche, comme la famille de Beaumont à Luzarches un siècle plus tard). L'intérêt est d'avoir un lieu de culte à proximité dont il peut choisir les titulaires des prébendes, et de disposer d'une dernière demeure digne des défunts de la famille. La construction doit rapidement commencer, car les premiers chanoines sont déjà nommés en 1132, ce qui indique que les travaux sont suffisamment avancés pour pouvoir célébrer des offices.
Ne subsistent de cette première église que des vestiges lapidaires retrouvés au XIXe siècle et provenant sans doute d'une première réfection du chœur ; ce sont deux colonnettes à chapiteaux à motifs végétaux de la fin du XIIe siècle, deux autres colonnettes à chapiteaux semblant provenir d'un portail datable de 1220 environ, et deux chapiteaux à crochets de la seconde moitié du XIIIe siècle. Ces vestiges sont déposés au musée du Louvre. Aucune représentation iconographique de la première collégiale n'est connue ; le sceau de l'église montre bien la silhouette d'une façade occidentale d'une église à deux tours, mais il n'est pas possible de déterminer si cette représentation se fonde ou non sur la réalité passée.

### La construction de l'église
L'édification de la collégiale actuelle commence en 1515 sous Guillaume de Montmorency selon un plan ambitieux, dans le style gothique flamboyant. Seize ans plus tard, à la mort du seigneur, la partie orientale est achevée, à savoir le chœur de quatre travées au chevet polygonal accompagné de deux collatéraux avec la fine flèche élancée en charpente, et le portail septentrional. Cet édifice incomplet suffit aux besoins dans un premier temps. Le nouveau seigneur Anne de Montmorency, fils du précédent, ne fait pas poursuivre les travaux et accorde la priorité à ses autres projets. Ce n'est que dans sa vieillesse, en 1557, qu'il se décide à reprendre la construction de la collégiale. Il tient absolument à assurer la continuité de style avec le chœur, alors que le style flamboyant est déjà passé depuis plusieurs années, et que son château d'Écouen est en train de s'achever dans un style Renaissance à son apogée. Son principal architecte, Jean Bullant, doit donc revenir au style flamboyant dans sa maquette qu'il propose au connétable. Les travaux sont exécutés sous la direction du maître-maçon Jean Désilles, mais sous la supervision de Jean Bullant. Le gros œuvre de la nef est achevé six ans plus tard, en 1563, mais les finitions sont encore incomplètes à la disparition d'Anne de Montmorency en 1567. Manquent notamment les vitraux des premières travées à l'ouest, mais également lun façade occidentale proprement dite et le clocher. Le somptueux tombeau du connétable est installé au centre de la nef, occupant une bonne partie de sa troisième et quatrième travée.
La maison de Montmorency est en déclin. Ni François de Montmorency, ni son frère Henri Ier de Montmorency ne font entreprendre des travaux significatifs, et ne choisissent pas la collégiale comme lieu de sépulture. Les offices sont successivement ouverts aux habitants du bourg. L'édifice ayant perdu d'importance pour la famille, Henri II de Montmorency le donne aux pères Oratoriens, ordre religieux de fondation récente, qui choisit désormais les neuf chanoines parmi ses rangs. Les Oratoriens fondent notamment un collège pour former les novices et proposer des études supérieures en théologie et philosophie. Avec ses deux agrandissements en 1696 et 1735, le collège devient un bâtiment imposant, jouxtant la façade septentrionale. Entre-temps, en 1631, soit un an avant son exécution, Henri II de Montmorency, confirme officiellement l'établissement du culte paroissial dans la collégiale. Mais ce dernier ne se confond pas avec les offices des chanoines, les fidèles devant se contenter du seul collatéral nord du chœur. Les princes de Condé en tant que successeurs des Montmorency gardent de loin un œil sur la collégiale. En 1687, ils font poursuivre les travaux sur la façade, selon un projet de Jean Bullant s'inscrivant clairement dans la mouvance de la Renaissance. Il s'agit d'aménager la façade à l'image d'un arc de triomphe d'ordre colossal. Mais la mise en œuvre s'arrête avec l'édification de l'arc proprement dit et d'une base de clocher, et ni les colonnes ni le fronton sont commencés. Cependant, certains princes de la maison de Bourbon-Condé choisissent de nouveau la collégiale comme lieu de sépulture, à l'instar de Louis IV Henri de Bourbon-Condé mort en 1740.
Les réflexions sur la meilleure façon d'achever la façade et le clocher de l'église reprennent à maintes reprises. En 1776, l'architecte Tétard soumet un projet ambitieux suivant le style classique, mais les budgets pour sa réalisation font défaut. Sous la Révolution française, le vandalisme vient à bout du mobilier et détruit tous les tombeaux, en dépit des protestations de la mairie. Seuls des éléments des gisants d'Anne de Montmorency et de sa femme Madeleine de Savoie sont sauvés de la destruction. Ils sont conservés au musée du Louvre. Sur les vitraux, toutes les armoiries sont enlevées.
Le bâtiment lui-même est toutefois ménagé, car la conservation d'une église par commune comme lieu de rassemblement ou de culte est prévue, et Montmorency ne possède plus d'autre église à cette date. La clôture du chœur est enlevée pour symboliser l'ouverture complète de l'église au peuple. Avec 933 autres édifices en France, l'église est classée monument historique par liste de 1840, et représente ainsi l'un des six premiers monuments historiques sur le territoire de l'actuel département du Val-d'Oise. Sous l'impulsion de l'architecte et historien de l'art Lucien Magne, le bâtiment et les vitraux sont restaurés entre 1881 et 1887. Magne développe également plusieurs projets pour l'achèvement de la façade et l'édification d'un clocher. En 1875, il envisage dans un premier temps un clocher devant le centre de la façade, avant de dessiner un clocher plus simple se dressant au-dessus du moignon déjà existant. C'est ce projet qui est adopté, et les travaux sont lancés en 1892, s'échelonnant jusqu'en 1909, quand le bas-relief du portail est installé.

### L'histoire de la paroisse
La paroisse de Montmorency ne doit pas être antérieure au XIe siècle, et a vraisemblablement été démembrée de la paroisse voisine Saint-Martin de Groslay. Au départ, l'église collégiale est à la fois paroissiale. Mathieu Lours suppose l'existence d'une église paroissiale jusqu'au XVIIe siècle, puisqu'il évoque l'ouverture au service paroissial de la collégiale. L'abbé Lebeuf n'a trouvé aucun document relatif à une autre église que la collégiale. Au XVIIIe siècle, il y a encore une chapelle Notre-Dame à l'intérieur de la ville, près de la porte de Groslay, et son portail porte le style de la limite XIIIe / XIVe siècle. — Étant donné le grand nombre d'églises placées sous l'invocation de saint Martin de Tours, elles sont loin d'en posséder toutes une relique. Dans la collégiale, un os du bras de saint Martin était conservé, et les chanoines de la basilique Saint-Martin de Tours ont demandé de pouvoir obtenir cette relique, car ils n'en possédaient plus aucune. — Dans des circonstances impossibles à reconstruire, la collégiale a obtenu les reliques d'un saint Félix, dont l'abbé Lebeuf dit qu'il peut bien être venu d'Espagne mais que ce n'est pas saint Félix de Gérone. Plus probablement c'est un saint Félix martyrisé à Vernot, dont la terre a appartenu à Hervé de Montmorency. Les reliques donnaient lieu à un pèlerinage et une foire le 12 août, dont la particularité était la participation des habitants de Saint-Félix (Oise). Ils faisaient une procession dans les rues de Montmorency, pendant laquelle ils portaient fièrement la châsse de Saint-Félix conservée en la collégiale. — Sous tout l'Ancien Régime, Montmorency fait partie du Archidiocèse de Paris. Au XVIIIe siècle, la ville constitue le chef-lieu du doyenné de Montmorency, beaucoup plus vaste que le doyenné d'Enghien-Montmorency actuel. Il comprend tout le nord parisien sur la rive gauche de l'Oise, ainsi que trois paroisses sur la rive droite (dont Andrésy dans les Yvelines), y compris le nord-ouest de la Seine-et-Marne. Ce doyenné est délimité par les diocèses de Rouen et de Beauvais au nord-ouest, par le diocèse de Senlis au nord et par le diocèse de Meaux à l'est.
Après la Révolution française et la création du département de Seine-et-Oise, la paroisse est rattachée au nouveau diocèse de Versailles qui correspond exactement au territoire du département. Dans le contexte de la refonte des départements d'Île-de-France, le nouveau diocèse de Pontoise est érigé en 1966, et Montmorency en fait partie à l'instar de toutes les autres paroisses du département. Le diocèse de Paris se limite désormais à la seule ville de Paris. Dans les années qui suivent, la paroisse de Montmorency s'agrandit avec la construction d'une seconde église, l'église Saint-François puis le rattachement de l'église de Groslay qui accueille elle, la célébration quotidienne des messes. Aujourd'hui, la paroisse se montre dynamique. Elle est très fréquentée par les jeunes de Montmorency puisqu'elle propose des ateliers pour tous les âges
- Un groupe d'éveil à la foi pour les enfants de 4 à 7 ans et un groupe de catéchisme pour les enfants en CE2, CM1 & CM2[10]
- Un groupe d'aumônerie pour les enfants en classe de 6°/5° et un groupe de fraternité pour les jeunes en classe de 4°/3° et lycéens[11]
- Un groupe pour jeunes adultes entre 18 et 25 ans[11]

La paroisse compte également un tiers-lieu écologique et une escale solidaire.

## Description

### Aperçu général

Plan de la collégiale en 1880.

Presque régulièrement orienté, l'édifice se compose d'un vaisseau central de neuf travées barlongues de dimensions identiques, avec une abside à pans coupés à l'extrémité orientale ; de deux collatéraux de neuf travées chacun également, précédés à l'ouest par des avant-corps encadrant la façade ; d'un clocher se dressant au-dessus de l'extrémité occidentale du bas-côté sud ; d'une ancienne sacristie de deux étages devant la huitième travée au sud, et d'une sacristie néogothique de 1881 également accolée au sud de la collégiale. Il n'y a donc pas de transept, ni de distinction claire entre la nef et le chœur, mais l'on considère que les quatre travées orientales édifiées en premier lieu constituent le chœur, et les cinq autres travées la nef. Le vaisseau central totalise à l'intérieur une longueur de 36 m, et y compris les collatéraux, la largeur atteint 16 m. La collégiale Saint-Martin ne se classe donc pas parmi les églises les plus vastes du département, contrairement à ce que suggère l'effet laissé par sa silhouette massive dominant une partie de la ville. Le sommet de la flèche en charpente du clocher cumule à 42 m de hauteur. L'église comporte deux principaux portails : le portail septentrional achevé avant 1531 et tenant lieu de portail seigneurial, et le portail occidental du début du XXe siècle.

### Extérieur

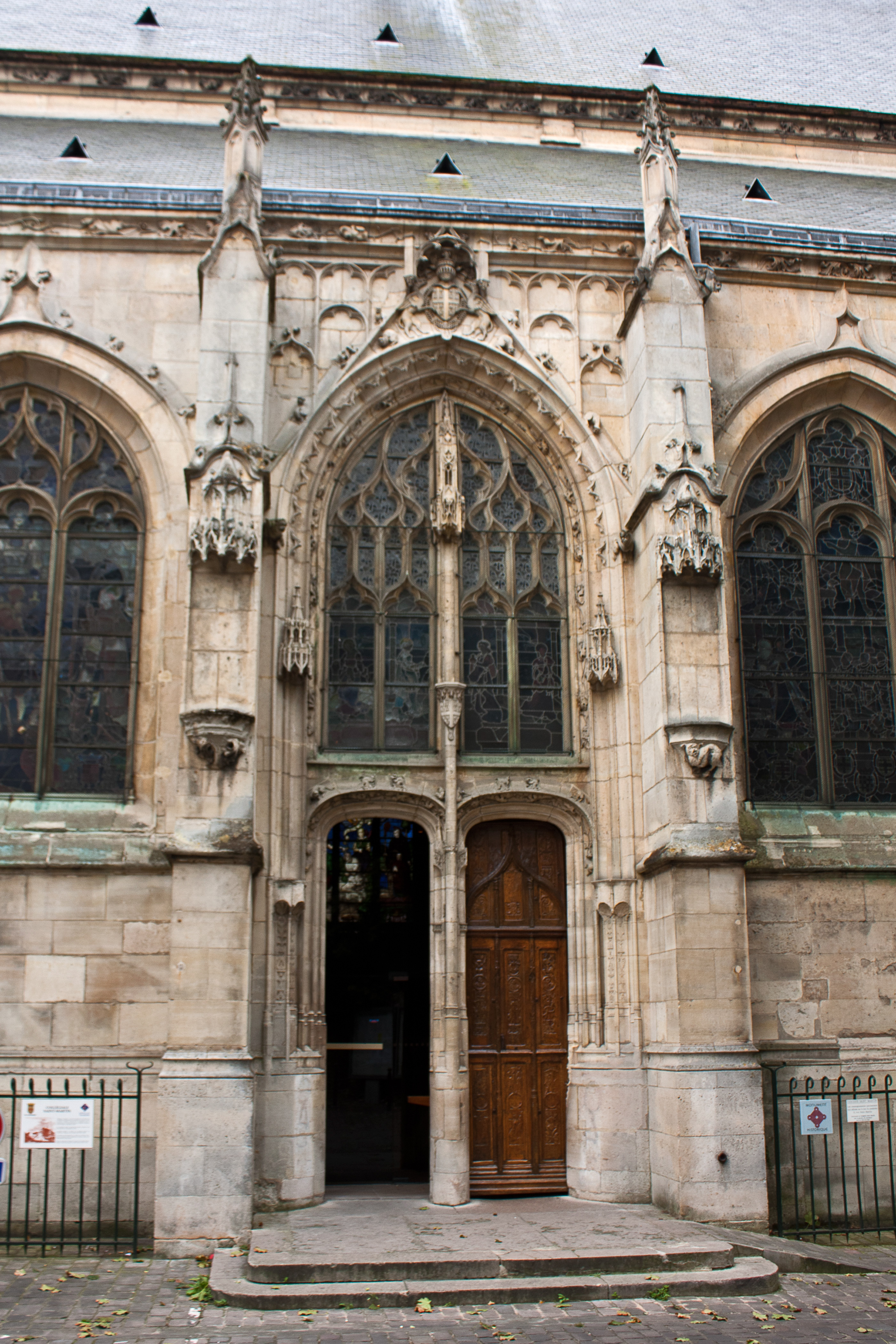
Portail septentrional.

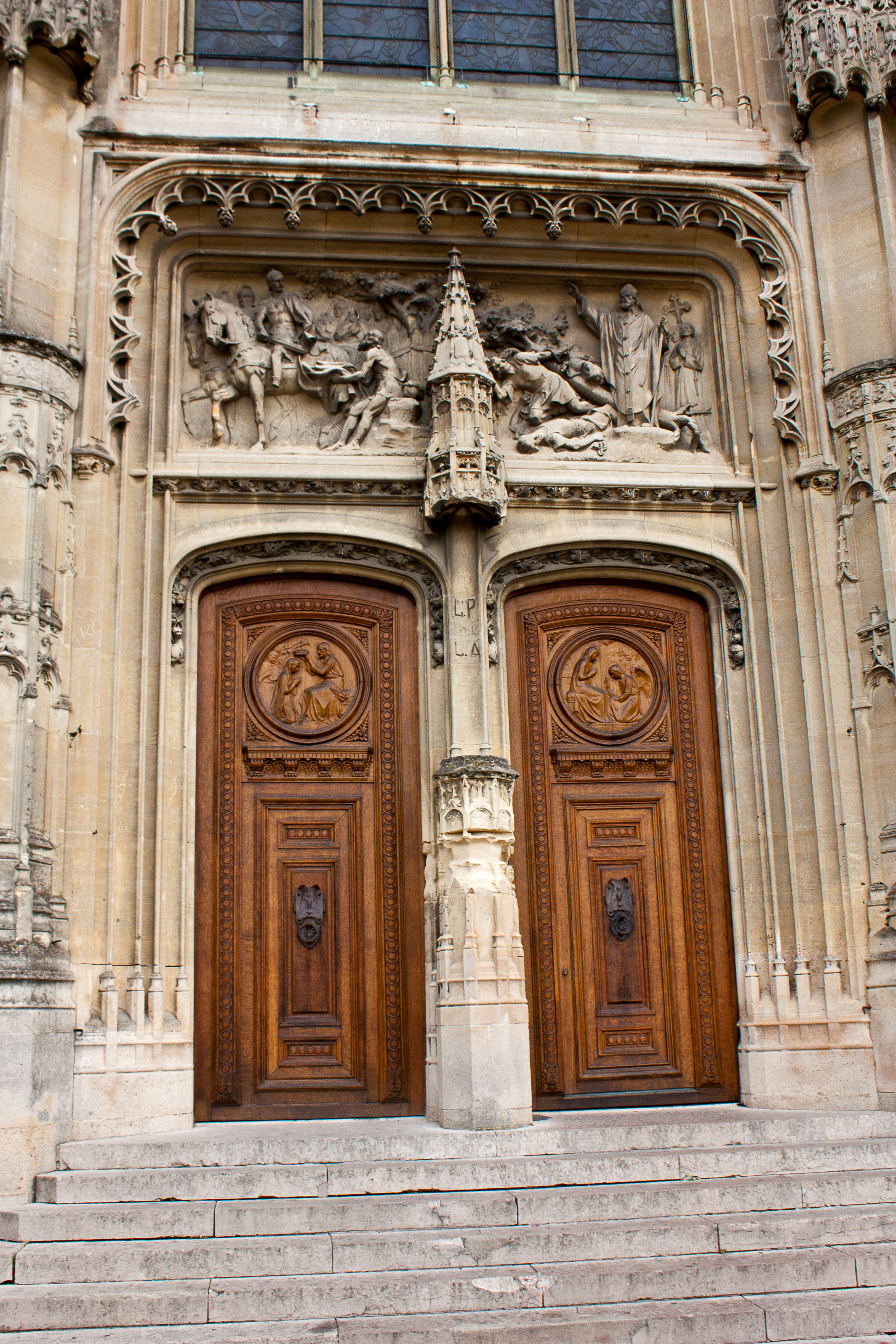
Portail occidental.

La nef étant aveugle, ses murs gouttereaux sont presque entièrement dissimulés derrière les toits en appentis des bas-côtés. Le petit clocher de 1524 se présente comme un lanternon octogonal, coiffée d'une flèche effilée couverte d'ardoise. Tout l'appareil est en pierre de taille. Les fenêtres des bas-côtés sont à trois lancettes, avec un complexe remplage constitué d'un réseau flamboyant à soufflets et mouchettes pour les collatéraux du chœur, différant d'une fenêtre à l'autre, et avec un remplage simplifié flamboyant tardif pour les collatéraux de la nef. Les cinq baies du chevet, donc deux pour les collatéraux et trois pour l'abside, sont à deux lancettes. Les trois baies de l'abside atteignent une hauteur de 9 m.
Outre sur le plan du remplage, les baies de la seconde campagne de construction se distinguent par leur arcature en cintre brisé, alors que les baies de la première campagne de construction sont en tiers-point. L'ornementation se concentre essentiellement sur une frise sculptée sous la corniche en haut des murs, et sur les contreforts. Ils sont tous amortis par un chaperon pointu couronné par un pinacle, et arborent un pinacle en bas-relief sur la face frontale, à deux tiers de leur hauteur. À un tiers de leur hauteur, un glacis court tout autour de l'édifice, et tient en même temps lieu de seuil aux fenêtres. Celles issues de la première campagne de construction sont en plus agrémentées d'arcs en accolade en bas-relief. L'abside a fait l'objet d'un soin particulier avec deux niches à statues aux angles avec les chevets des collatéraux, et deux autres niches sur les contreforts biais de la baie centrale. La sacristie d'origine est décorée de la même façon que le chœur.
Le portail septentrional s'ouvre sous la fenêtre de la sixième travée du collatéral nord. Cette fenêtre commence donc un peu plus haut et est légèrement plus petite que les autres, mais son réseau flamboyant est d'autant plus complexe. Les quatre lancettes au têtes tréflées ne vont qu'à mi-hauteur, et sont surmontées par huit formes hautes et étroites, avant que ne viennent les soufflets et mouchettes. Le meneau central supporte en outre le dais d'une niche à statue, dont la base arbore le blason des Montmorency, qui se retrouve une seconde fois au sommet de l'accolade au-dessus de la baie. Son archivolte est garnie de deux rangs de frises, et ses pieds-droits qui se confondent avec ceux du portail comportent deux autres dais. Le portail se compose de deux étroites portes en anse de panier, qui gardent leur vantaux en bois taillé d'origine. Les contreforts encadrant le portail comportent des niches à statues à l'image de celles des contreforts de l'abside. Les pans de mur restant libres, tout en haut à gauche et à droite de l'accolade, sont recouverts d'arcatures trilobées en bas-relief.
La façade occidentale et le clocher néogothiques reprennent des éléments stylistiques des deux campagnes de construction. Les contreforts du clocher présentent une succession verticale de quatre pinacles pour se terminer ensuite par des échauguettes octogonales. Les pyramides en pierre leur servant de toit sont garnies de crochets et reliées entre elles par des balustrades. Le contrefort de l'extrémité sud-ouest est remplacé par une tourelle d'escalier octogonale, dont le niveau supérieur est décoré d'arcatures à têtes tréflées aveugles, et coiffé d'une pyramide ceinte de pinacles recevant des arcs-boutants miniaturisés, et portant au sommet une statue de la Vierge à l'Enfant. L'étage du beffroi est encadré horizontalement par deux frises de feuillages. Chaque face est percée d'une grande baie abat-son en cintre brisé. Le toit en hache est couvert d'ardoise.
Les rampants du pignon de la façade occidentale sont garnis de petits animaux fantastiques. En dessous s'ouvre un oculus, puis une vaste baie au réseau flamboyant à trois meneaux. Elle est en cintre brisé et surmontée d'une accolade décorée de feuilles d'acanthe que l'on trouve également en haut, au-dessus des baies du beffroi, et sur la partie gauche de la façade. La grande baie mentionnée est cantonnée de deux grands pinacles, dont le niveau inférieur est constitué de deux dais finement ciselés, servant de couronnement aux niches à statues accompagnant le portail occidental juste en dessous. La partie de gauche de la façade est délimitée par deux contreforts traités de la même façon que ceux du clocher, et reprenant presque à l'identique les modèles des années 1515-1531. Par contre, les dais des niches de part et d'autre du portail n'ont pas leur pareil ailleurs sur l'extérieur de l'église, mais s'inspirent en même temps de leurs homologues du portail nord. Une cinquième niche paraît sur le trumeau entre les deux portes en anse de panier, dont le tympan porte un bas-relief de Hippolyte Lefebvre. Il illustre des épisodes de la vie de Martin de Tours : le partage du manteau et la chute de l'arbre sacré des païens.

### Intérieur

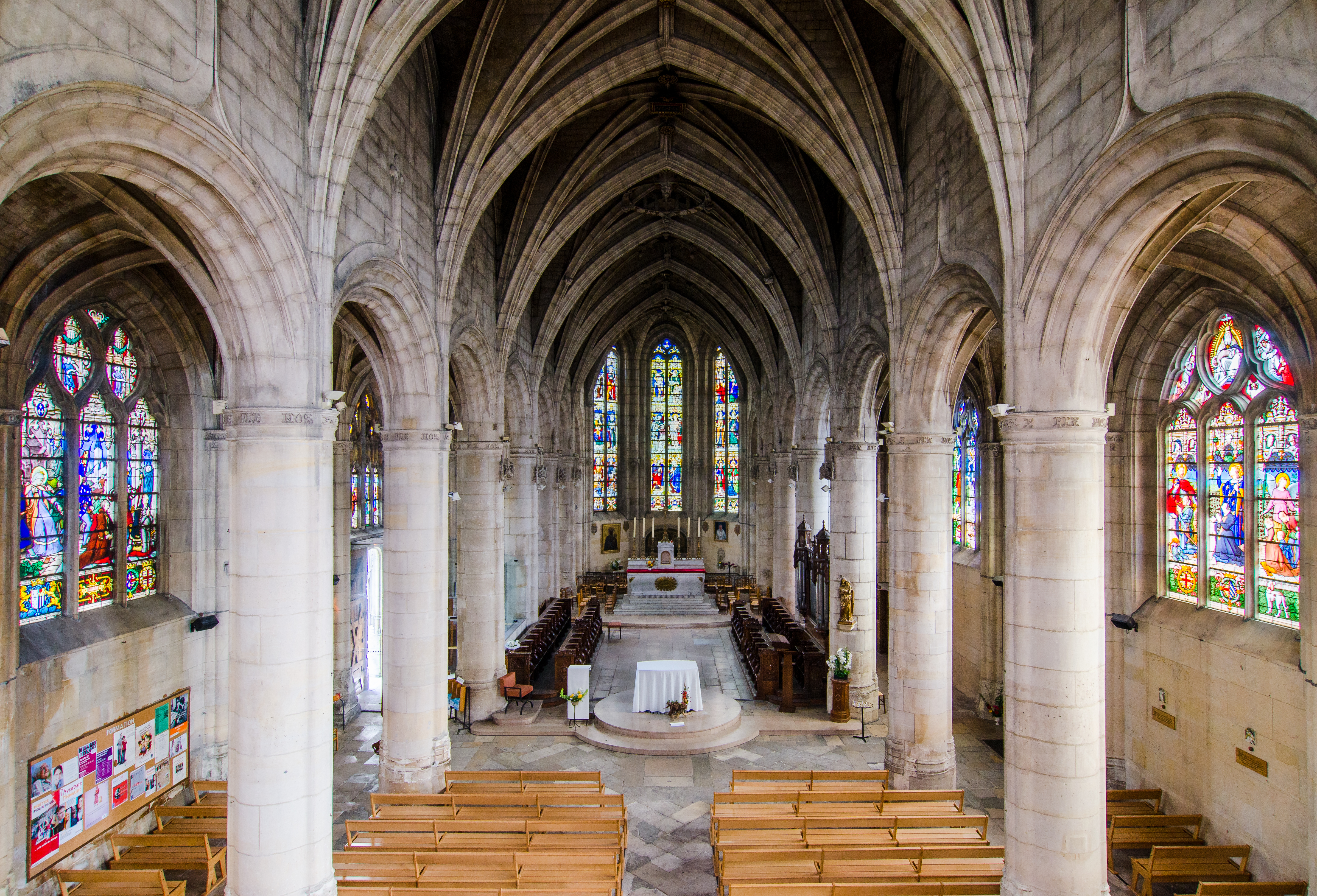
Nef de la collégiale.

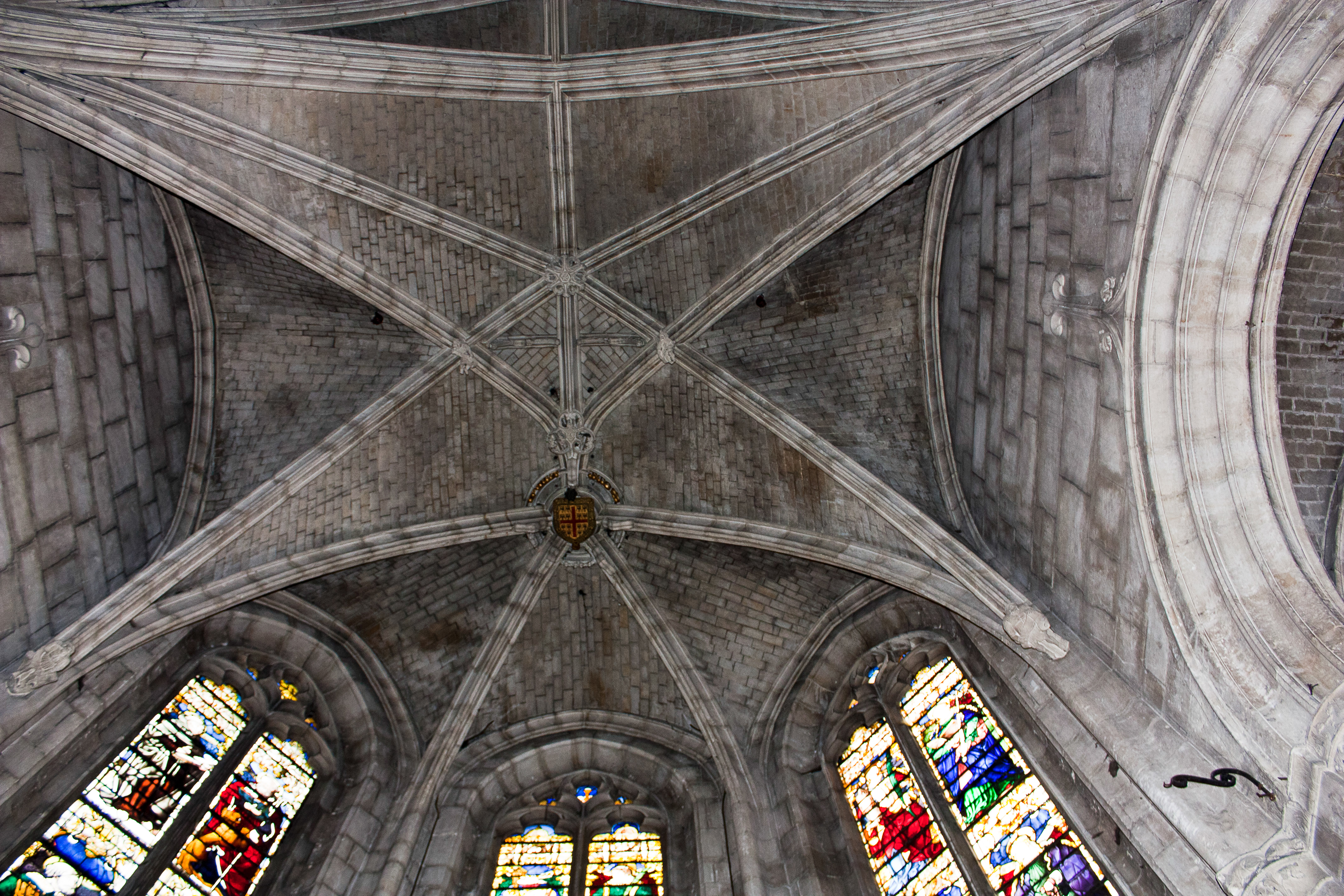
Voûte de l'abside.

L'architecte Jean Bullant choisit d'épaisses colonnes pour appuyer les grandes arcades faisant communiquer le vaisseau central avec les bas-côtés, leur majestuosité faisant régner une ambiance solennelle. La simplicité et donc la régularité extrême du plan apporte un effet apaisant. L'absence de fenêtres hautes et l'éclairage indirect de la nef par les bas-côtés est un parti pris généralisé à la période flamboyante, et la pénombre et la lumière tamisée conviennent en particulier à un lieu funéraire. Les proportions choisies pour la nef par rapport à ses bas-côtés sont pensées pour créer une illusion optique suggérant une nef particulièrement large et élevée. Les bas-côtés ne mesurent donc que 3,6 m de large et leurs travées sont plus longues qu'elles ne sont larges, ce qui met davantage en valeur la portée de la nef, en faisant paraître les colonnes plus épaisses qu'elles ne le sont, et en suscitant une sensation de hauteur, alors que les voûtes ne s'élèvent qu'à 13 m au-dessus du sol. Jean Bullant joue ainsi sur les habitudes visuelles des visiteurs de l'église, dont la perception est influencée par la fréquentation de lieux de culte dont les proportions sont différentes. Il est à noter qu'avant la Révolution, l'espace du vaisseau central était compartimenté par la clôture du chœur autour du piédestal des stalles qui subsiste toujours, et que le monument funéraire d'Anne de Montmorency encombrait en plus le centre du vaisseau.
Concession au style Renaissance, les arcades reliant la nef aux collatéraux sont plein cintre, mais le profil des voûtes reste en arc brisé. Les gros piliers sont cylindriques et dépourvus de chapiteaux, remplacés par de simples bagues. Par contre, les piliers du chœur comportent des niches à statues. Une seule colonne engagée flanque les piliers au nord et au sud : les nervures des voûtes, les doubleaux et les formerets s'interpénètrent avant de se fondre dans une unique colonne. Les clés de voûte comprennent généralement des écus des familles liées à la maison de Montmorency, ainsi leurs différentes devises. Comme les autres représentations héraldiques, ils ont tous été refaits au XIXe siècle, la Révolution n'ayant laissé pratiquement aucun en place. Sinon, l'effort d'ornementation se porte surtout sur les nervures des voûtes. Elles sont à liernes et tiercerons comme de coutume à la période flamboyante, mais comporte des voûtains supplémentaires dans les travées du chœur. Ils forment des losanges au sommet de la voûte, ou dans le cas de la première travée du chœur, une couronne de pierre reliant les clés secondaires.

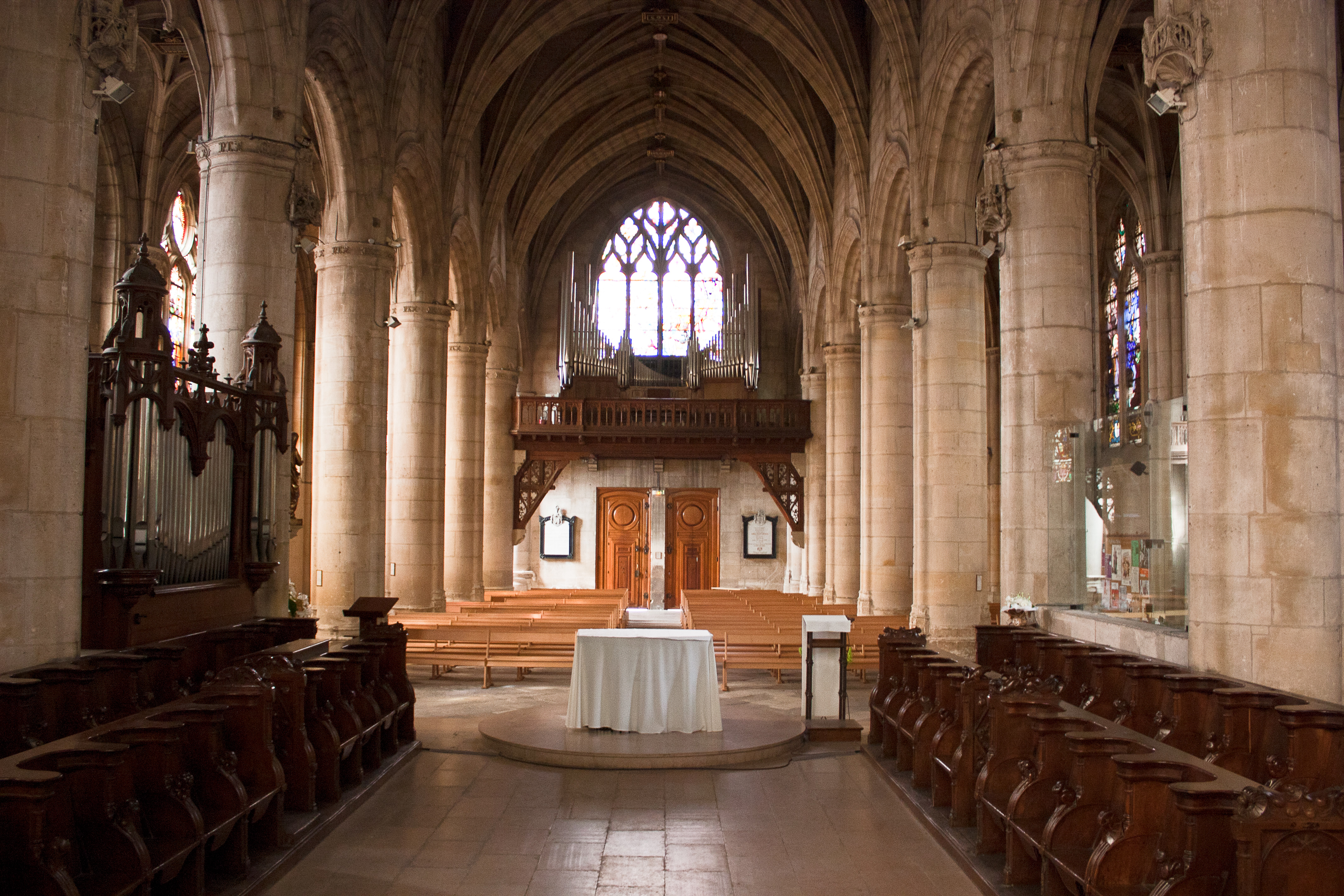
La nef, depuis le chœur.
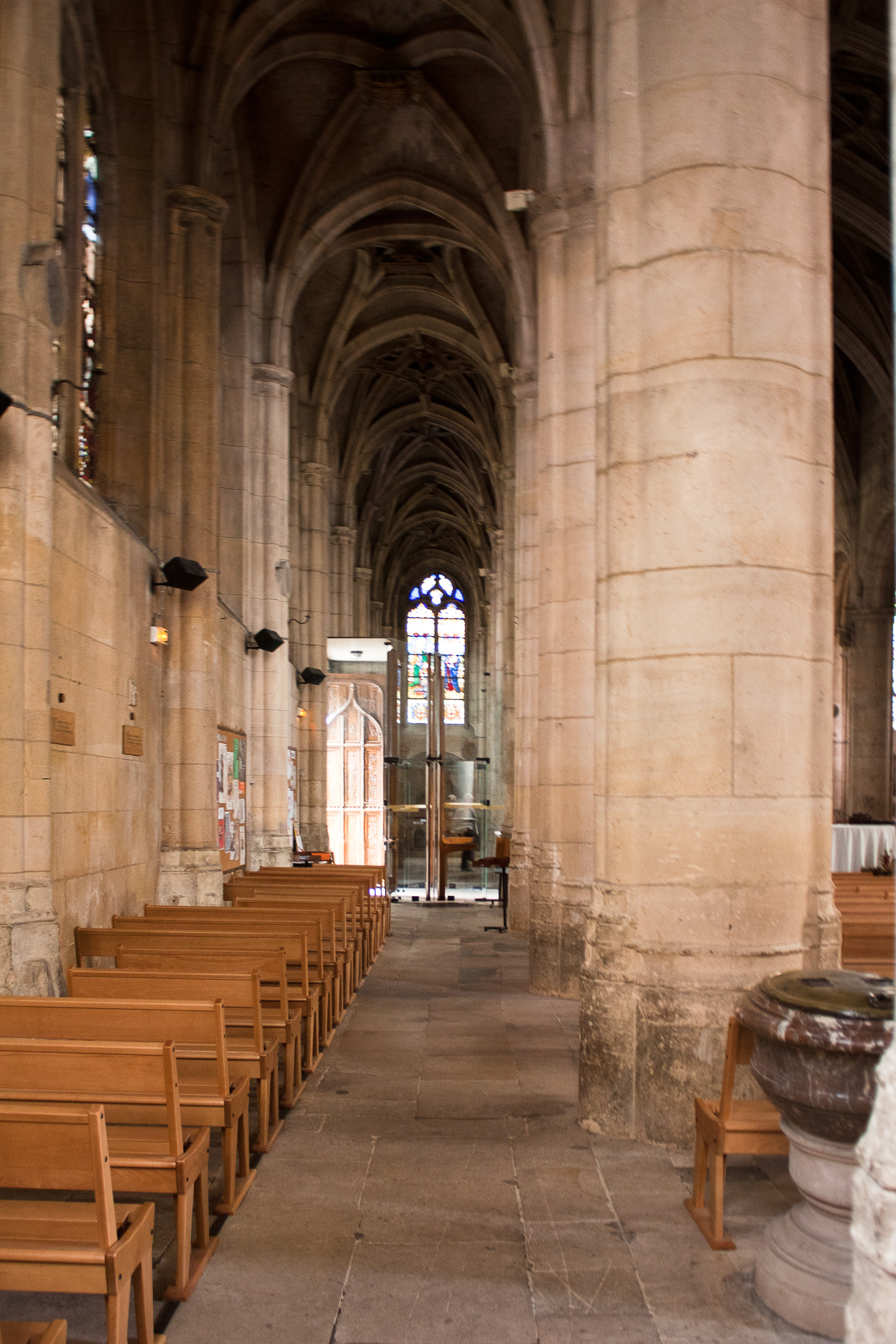
Collatéral nord.
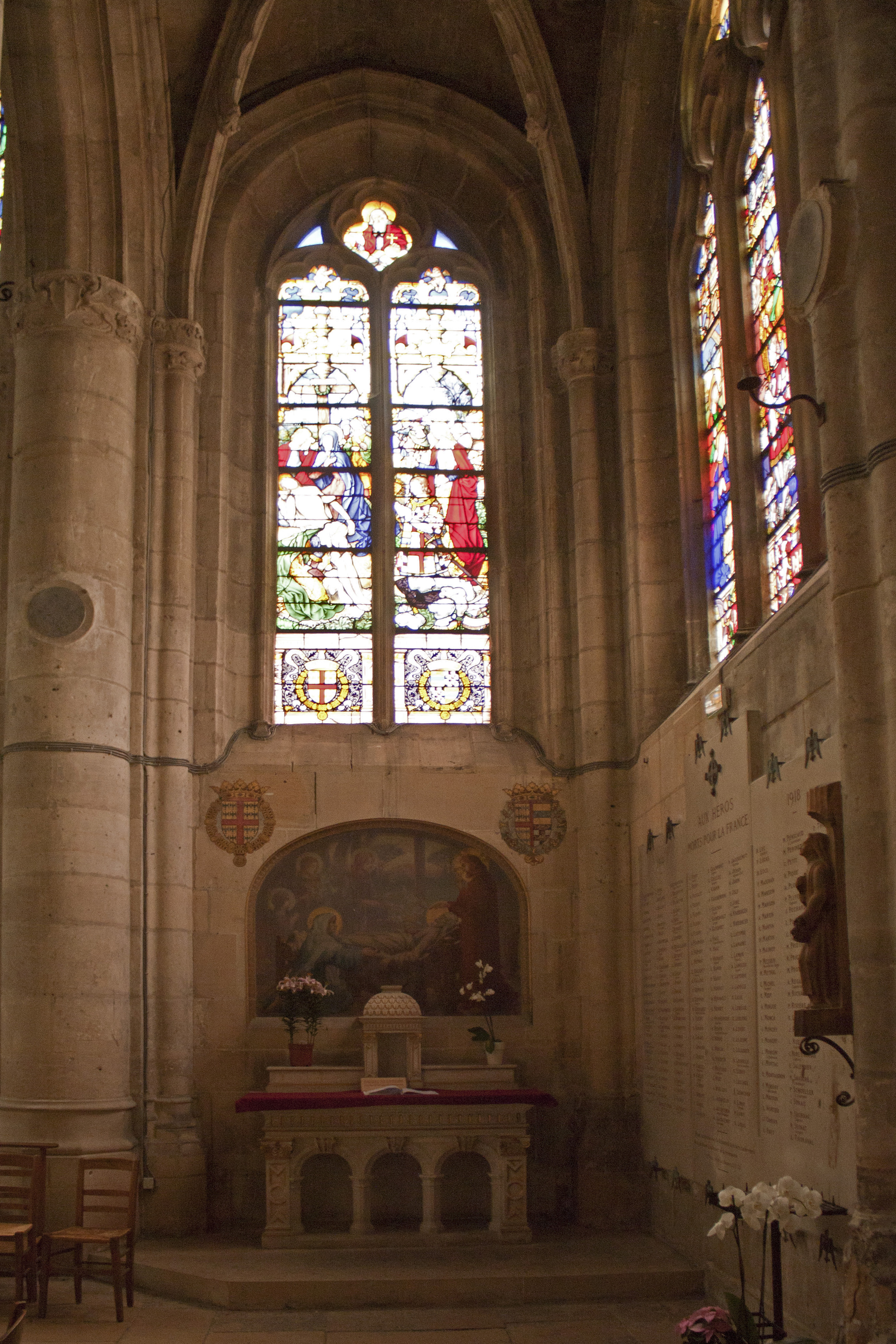
Chevet du collatéral sud.
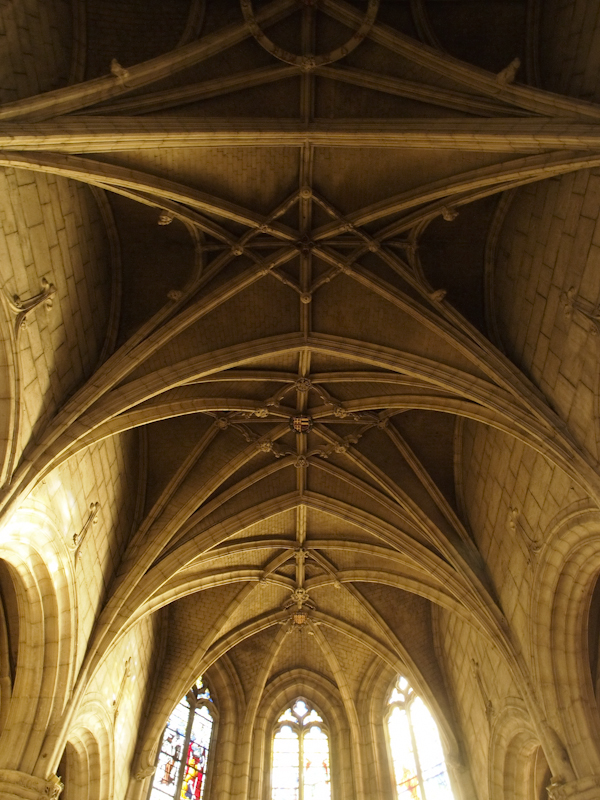
Voûtes du chœur.
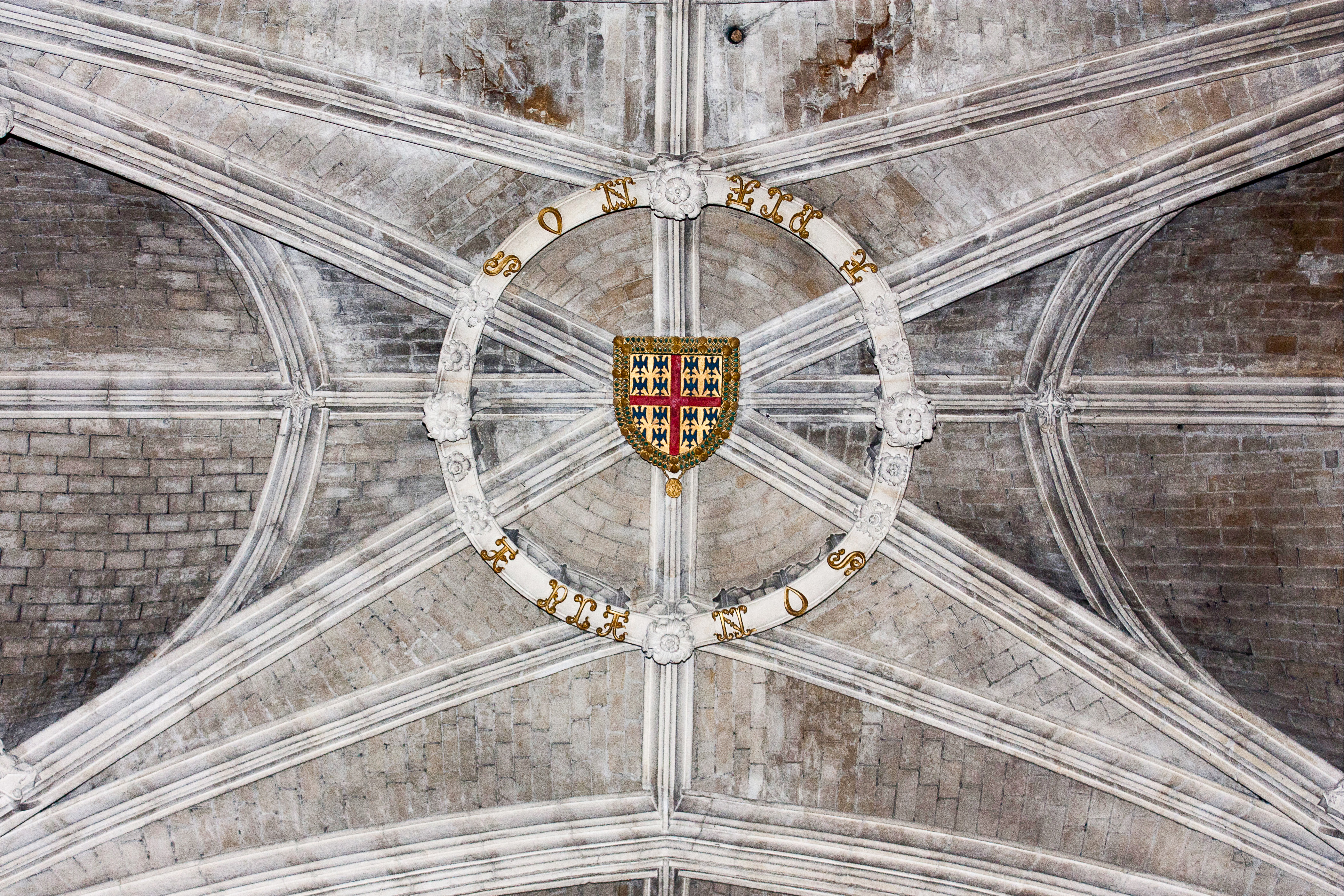
Clef de voûte.

## Mobilier

### Objets classés
La collégiale Saint-Martin renferme quatre éléments de mobilier et dix verrières classés monuments historiques au titre immeuble avec l'église dès 1840, et quatre autres éléments classés au titre des objets ultérieurement.
- Les vantaux jumeaux en bois du portail septentrional, richement décorés de motifs variés, datés de la première moitié du XVIe siècle (classés au titre immeuble)[17] ;
- La porte extérieure de l'ancienne sacristie, décorée dans sa partie supérieure seulement, datée du XVIe siècle (classée au titre immeuble)[18] ;
- Dix vitraux polychromes du XVIe siècle, à trois lancettes sauf pour trois d'entre eux[19] ;
- Les cénotaphes du général polonais Kniaziewicz († 1842), et du sénateur polonais et poète Niemcewicz († 1841), de 1850. Ils se trouvent en revers de la façade occidentale, et s'apparentent à des tombeaux avec des gisants, mais les pouvoirs publics se sont opposés au transfert des cendres[20] ;
- Les deux groupes de stalles du chœur datant du XVIe siècle (classés au titre immeuble)[21] ;
- Un tableau peint en huile sur toile par Émile Signol en 1872, intitulé « La Justice » et mesurant 82,5 cm sur 172 cm[22] ;
- Un tableau peint en huile sur bois au milieu du XVIe siècle, représentant Paul de Tarse et mesurant 140 cm sur 56 cm, ainsi que son cadre[23] ;
- La copie du XIXe siècle d'un tableau de Nicolas Poussin représentant la Sainte Famille[24] ;
- La dalle funéraire de Guillaume de Montmorency et d'Anne Pot, sa femme, datée de 1524 (classée au titre immeuble)[25] ;
- Une cloche en bronze de 1564[26].

### Vitraux

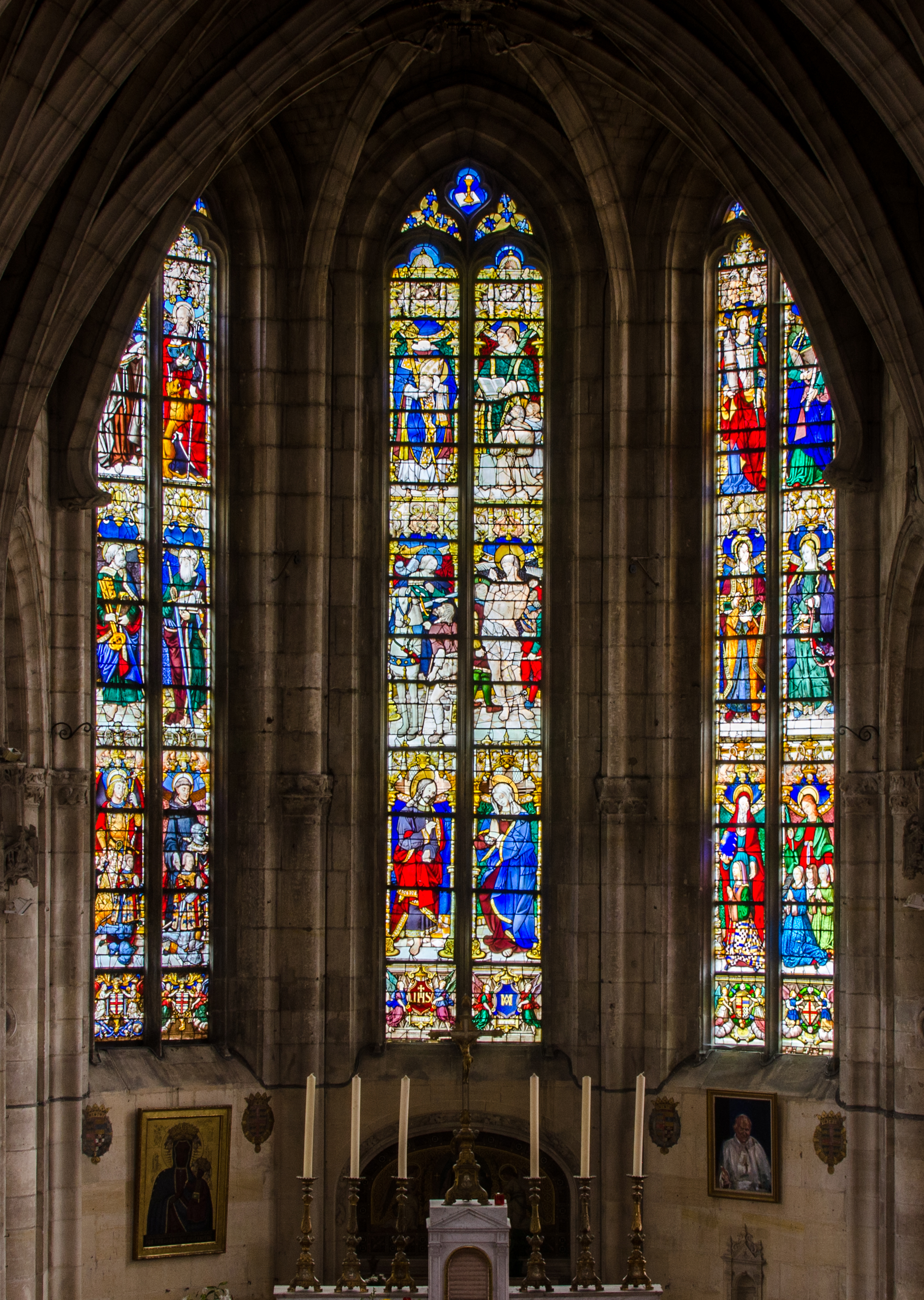
Vitraux de l'abside.

Quatorze des vingt-deux vitraux datent du XVIe siècle. Douze ont été réalisés entre 1524 et 1545 pour le chœur et l'abside, avant que la construction de la nef n'ait commencé. Ces vitraux sont tous offerts par des membres de la famille ou par des proches des Montmorency. Pour les collatéraux de la nef, la tradition des dons ne se poursuit plus. Anne de Montmorency commande deux vitraux lui-même ; les huit autres baies devant attendre les travaux de la fin du XIXe siècle pour être elles aussi muni de vitraux. Ces derniers ne sont pas classés, mais sont pour autant d'une grande valeur artistique et font honneur aux vitraux anciens. Les vitraux du XVIe siècle sont considérés pour compter parmi les réalisations françaises les plus intéressantes de leur époque et donnent un bon aperçu du savoir-faire des meilleurs peintres verriers de leur temps.
Ils constituent en même temps une galerie de portraits des membres de la maison de Montmorency et de leur entourage. L'on peut distinguer deux types de verrières en fonction de leur organisation. Celles du chevet représentent les donateurs dans les registres inférieurs, et leurs saints protecteurs ou ceux des lieux qu'ils possèdent dans les registres supérieurs. Les vitraux des collatéraux sont moins élevés mais plus larges. Ici les donateurs sont figurés agenouillés devant ou en face de scènes de dévotion tirés le plus souvent des évangiles ou des vies des saints. Que ce soit dans le collatéral nord ou sud, les donateurs regardent toujours en direction de l'autel principal. En haut, les compartiments formés par les soufflets et mouchettes sont trop réduits pour permettre la mise en scène de personnages. Ils sont donc remplis de médaillons, de symboles héraldiques ou de scènes célestes à fonction décorative. Contrairement aux vitraux des églises paroissiales, ceux de la collégiale ne sont pas destinés à l'édification des fidèles, mais célèbrent une dynastie noble et ses valeurs. Tous les symboles héraldiques ont été refaits au XIXe siècle, et au-delà, les vitraux ont été très restaurés à la même époque, avec bien souvent le redessin des portraits. La baie no 8 est signée par le monogramme Engrand Leprince ; les autres baies du chœur et du chevet pourraient être l'œuvre de Jean Chastellain, actif surtout à Paris.

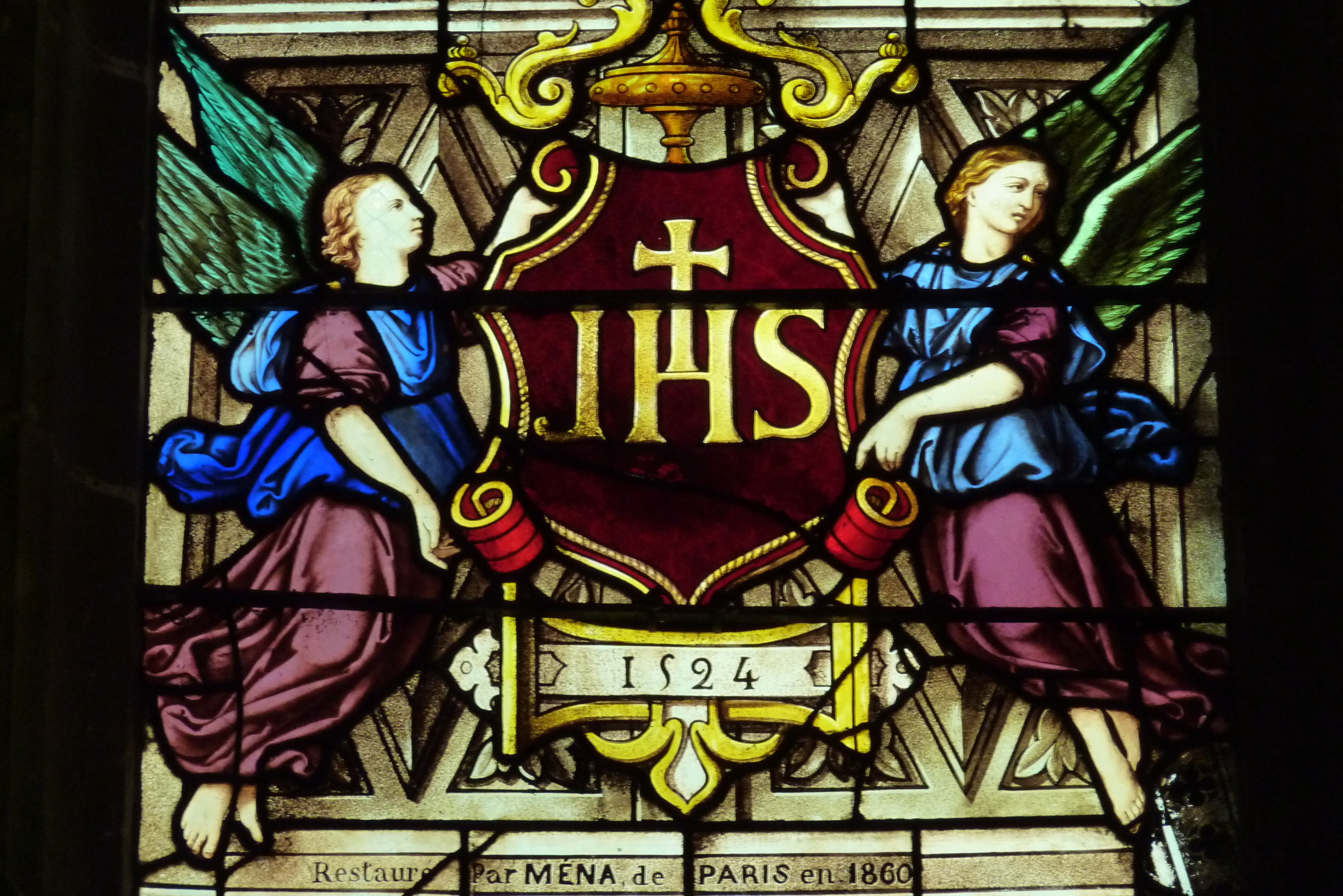
Vitrail no 0, détail : Panneau inférieur à gauche.
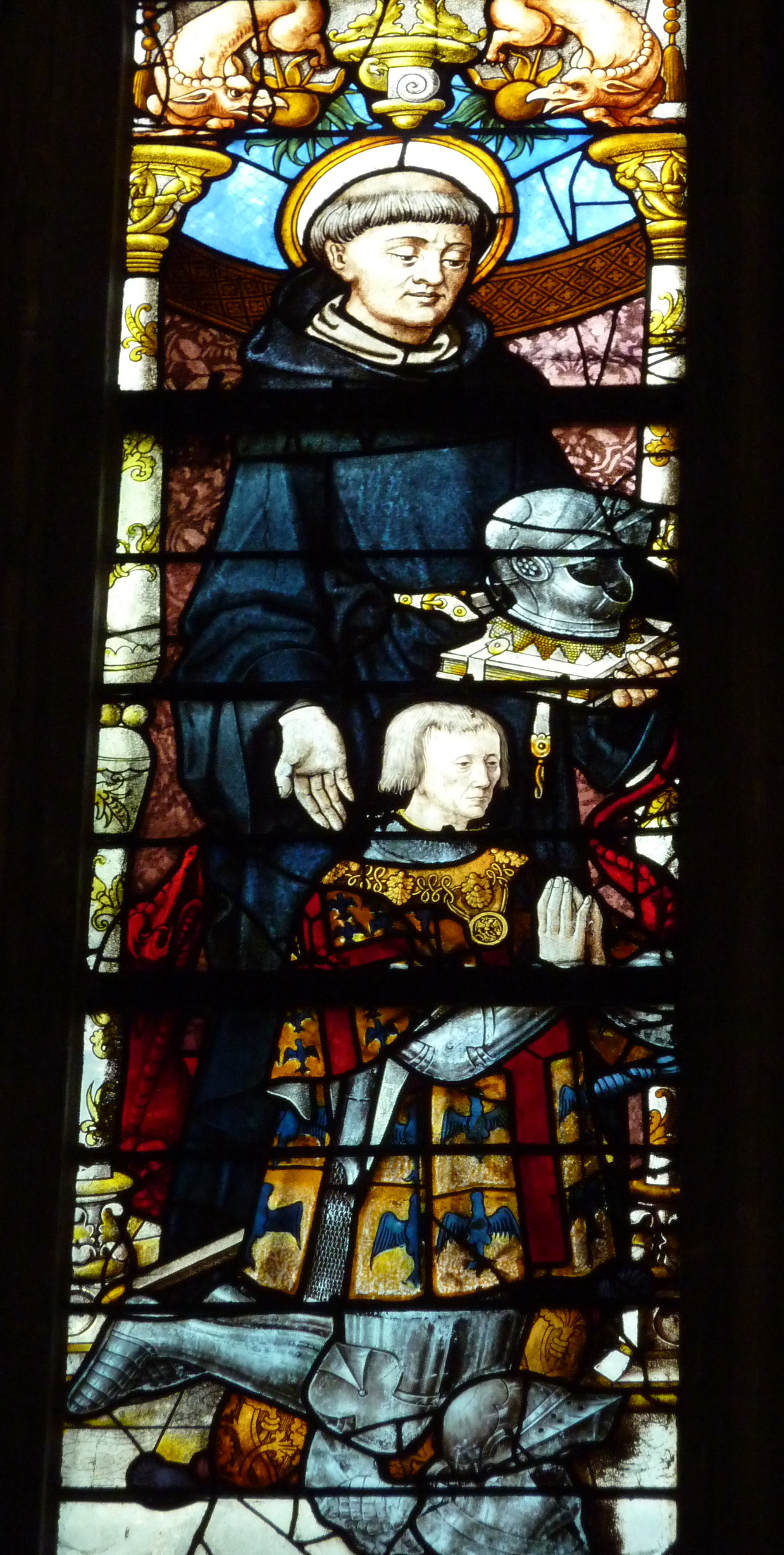
Vitrail no 1, détail : Guillaume de Montmorency présenté par saint Guillaume de Gellone.
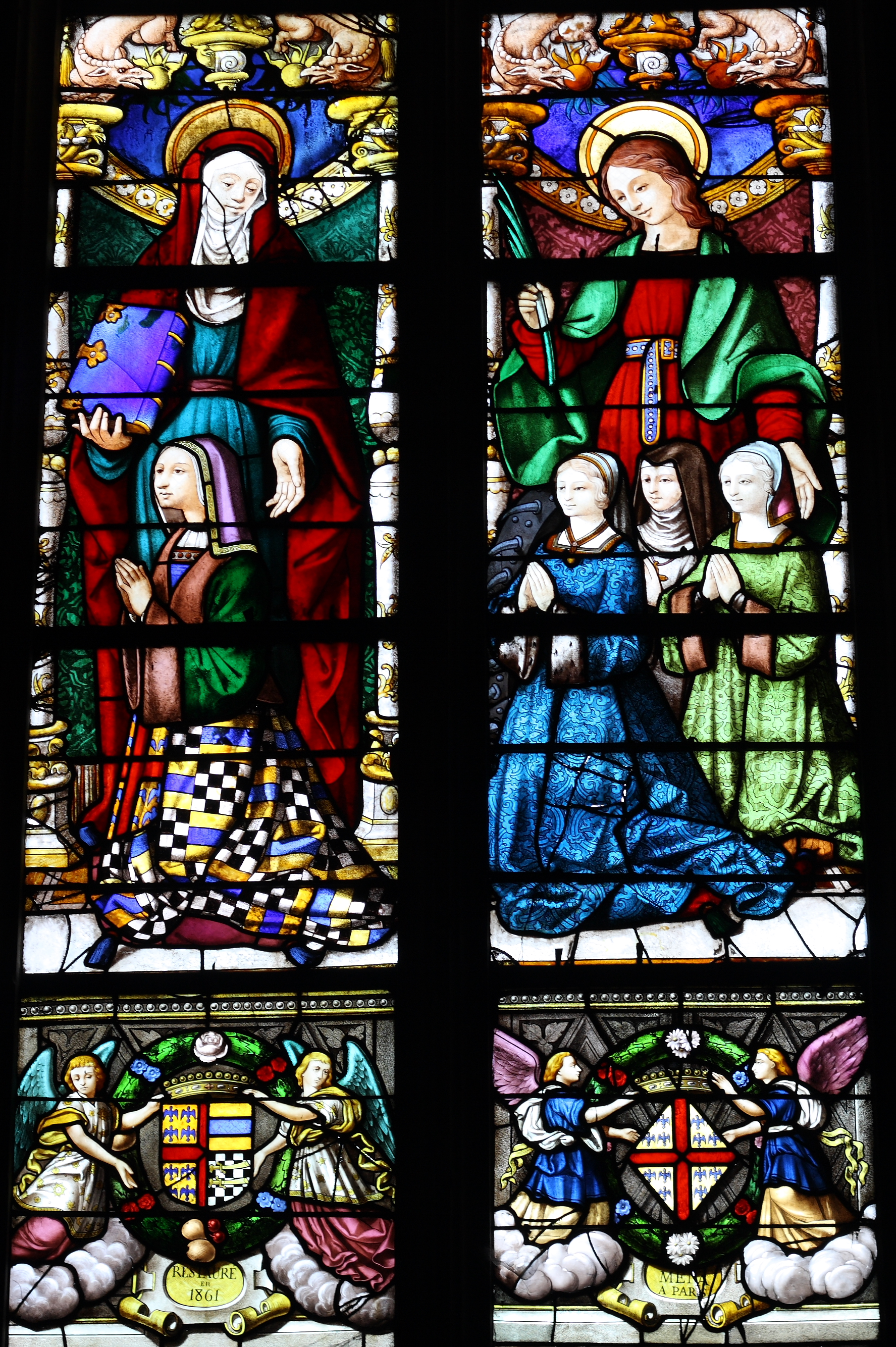
Vitrail no 2, détail : Registre inférieur refait au XIXe siècle, Anne Pot et ses filles.
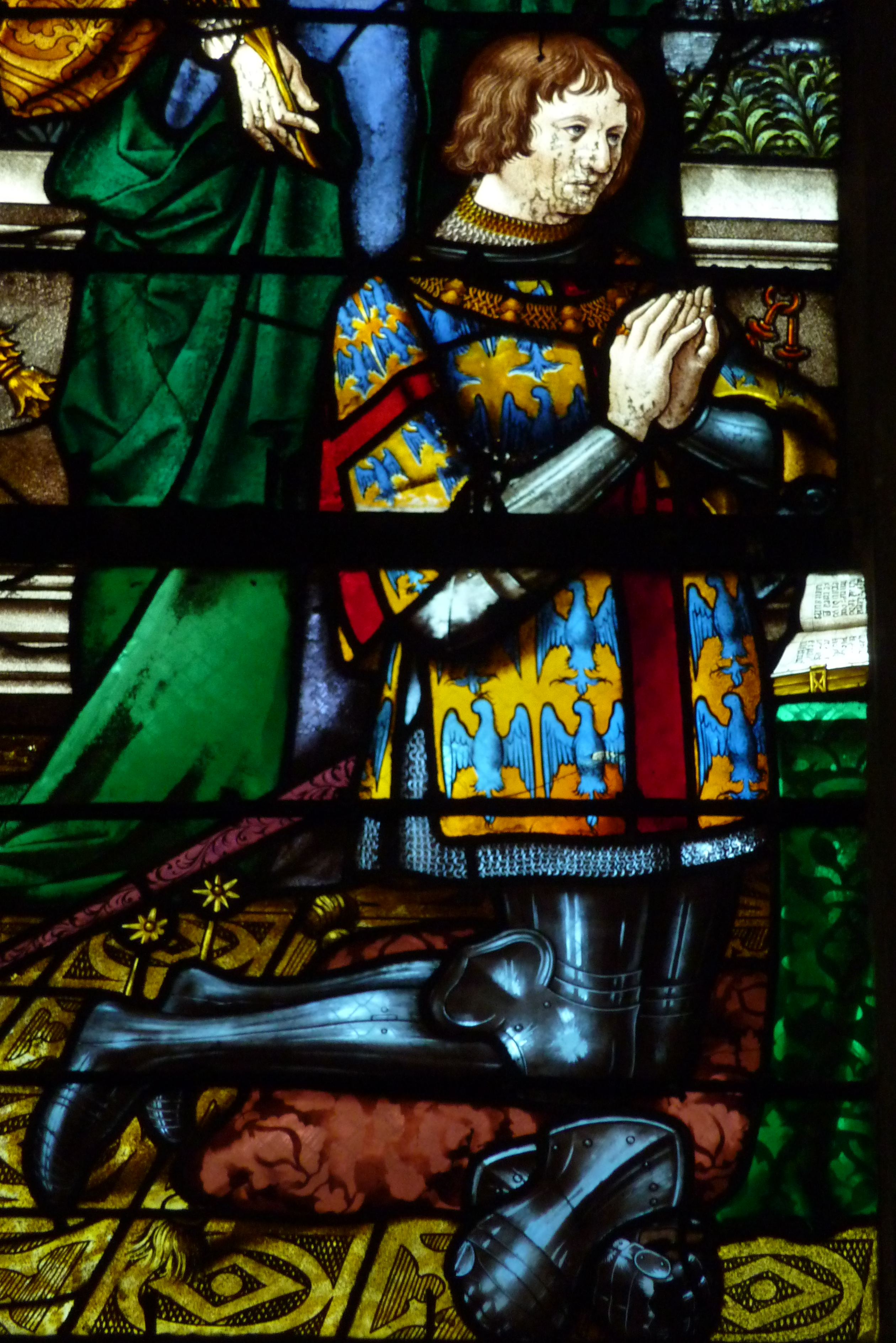
Vitrail no 3, détail : Anne de Montmorency en tant que jeune homme, priant.
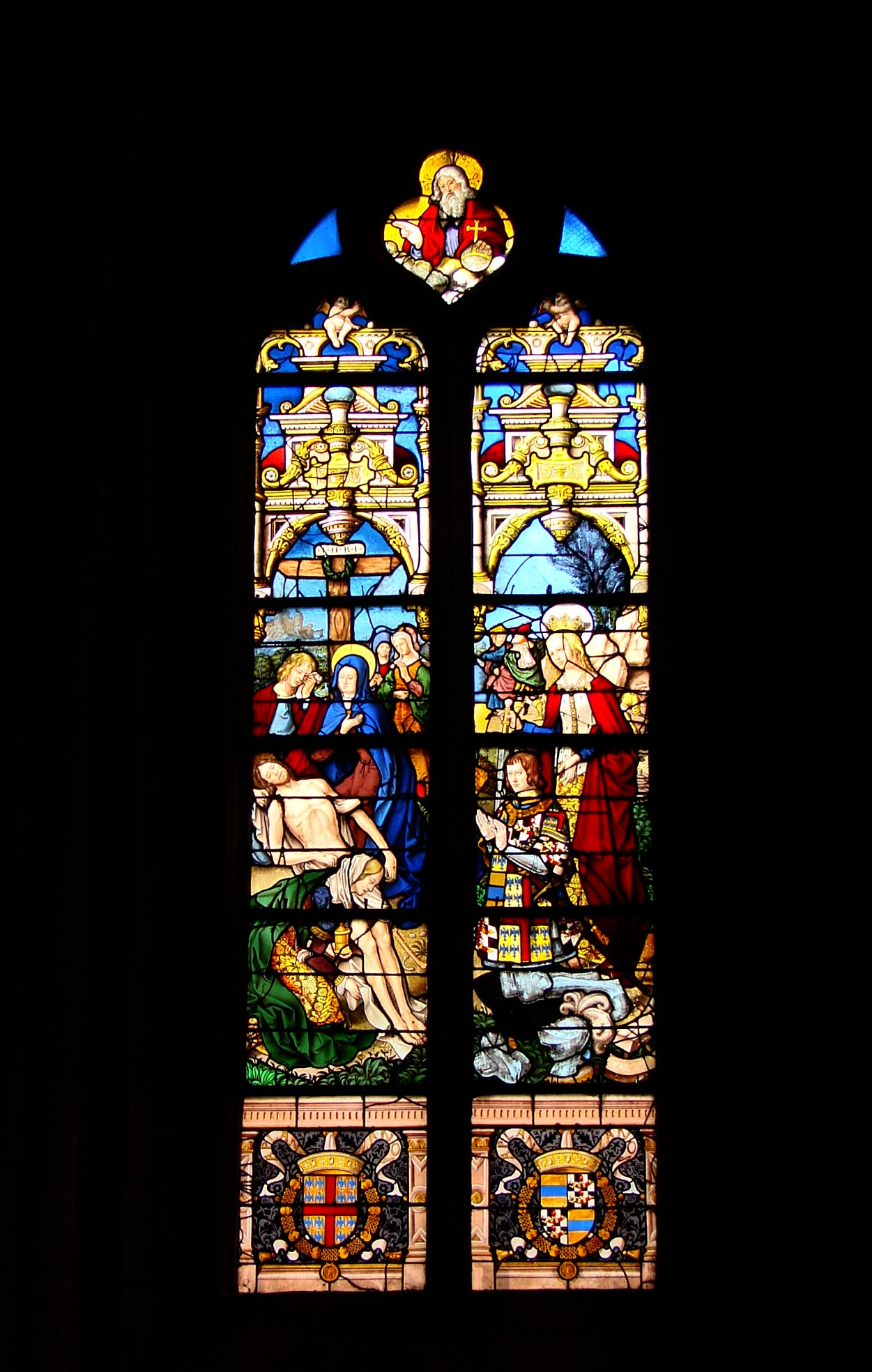
Vitrail no 5, vue d'ensemble.

- Vitrail no 0 au centre de l'abside : En bas, le Christ et la Vierge ; au registre médian, saint Martin , patron de l'église, et probablement saint Blaise (pris parfois à tort pour saint Laurent), représenté avec les peignes de fer de son supplice, les seigneurs de Montmorency possédant une terre à saint-Blaise ; en haut, saint Félix, autre patron de la famille qui avait récupéré pour leur chapelle seigneuriale des reliques du saint espagnol et saint Denis, les Montmorency étant vassaux de l'abbé de saint-Denis.
- Vitrail no 1, à gauche de l'abside : En bas à droite, Guillaume de Montmorency agenouillé présenté par saint Guillaume de Gellone ; à gauche, ses cinq fils Anne, Jean, Philippe, François et Guillaume agenouillés présentés par l'archange Michel ; au registre médian, saint Pierre et saint Paul ; en haut, saint Thibaut et saint Jérôme.
- Vitrail no 2, à droite de l'abside : En bas à gauche, Anne Pot, épouse de Guillaume de Montmorency, présentée par sainte Anne ; à droite, ses trois filles Marie-Louise, Marie et Anne, présentées par sainte Catherine d'Alexandrie (panneaux entièrement faits à neuf au XIXe siècle ; au registre médian, sainte Marie-Madeleine et sainte Marthe ; en haut, sainte Barbe et sainte Geneviève.
- Vitrail no 3, au chevet du collatéral nord : Donné par Anne Montmorency quand il est encore jeune, il représente lui-même en prière devant une Vierge à l'Enfant.
- Vitrail no 5, dernière travée du collatéral nord : À droite, François de la Rochepot, frère d'Anne de Montmorency, présenté par sainte Françoise d'Amboise ; à gauche, une Pietà avec le Christ et saint Jean-Baptiste[28].

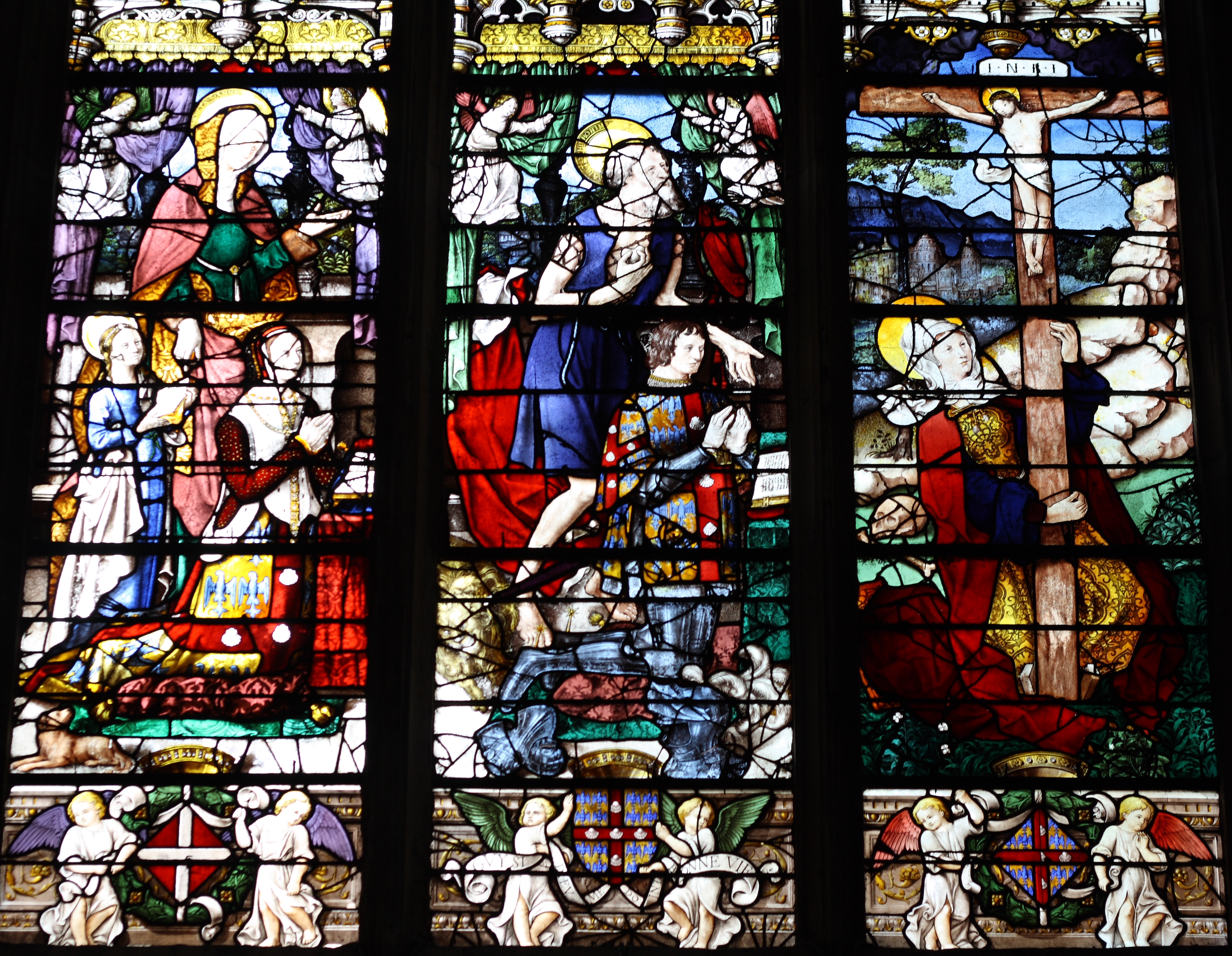
Vitrail no 6, les trois principaux panneaux.
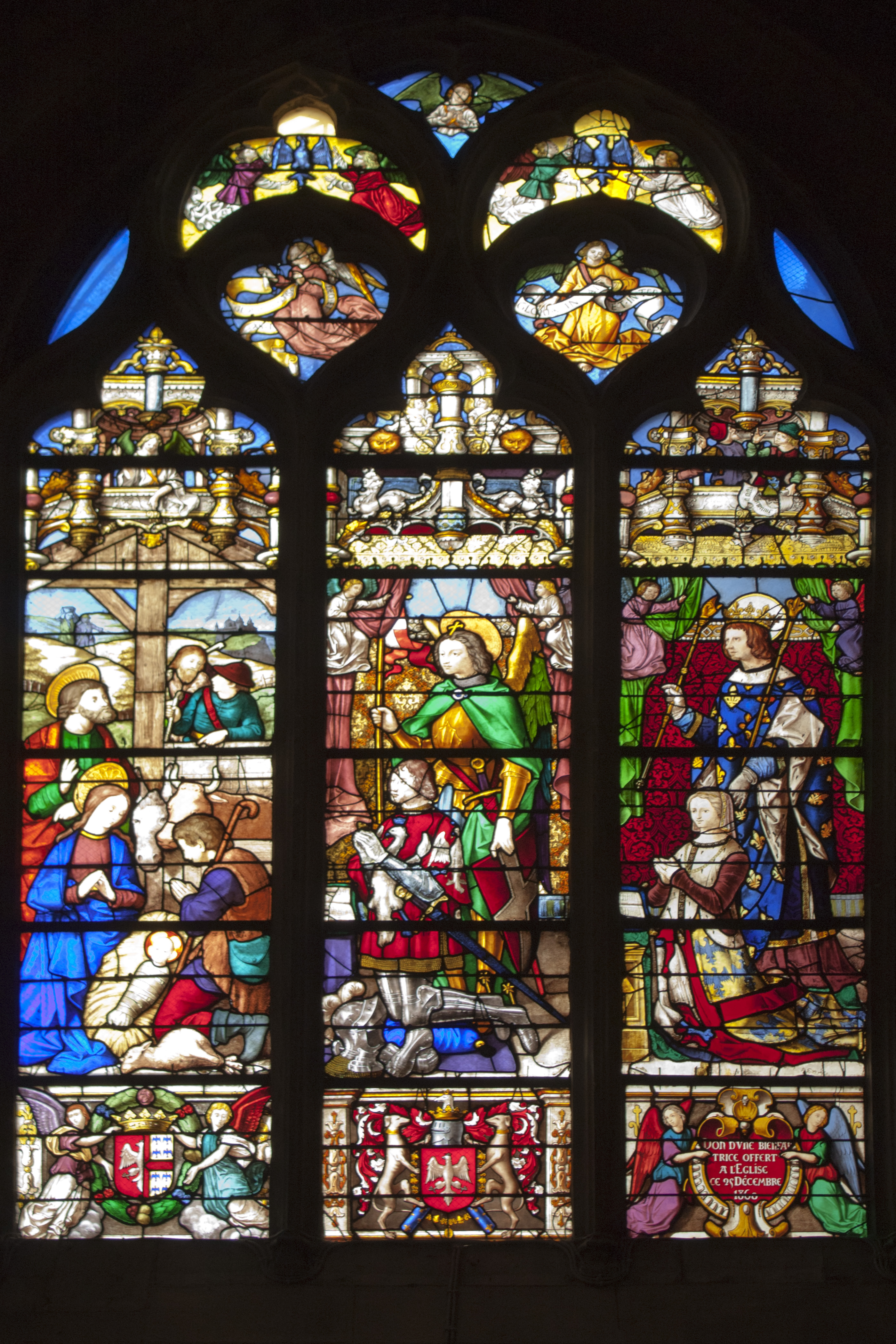
Vitrail no 7, vue d'ensemble, .
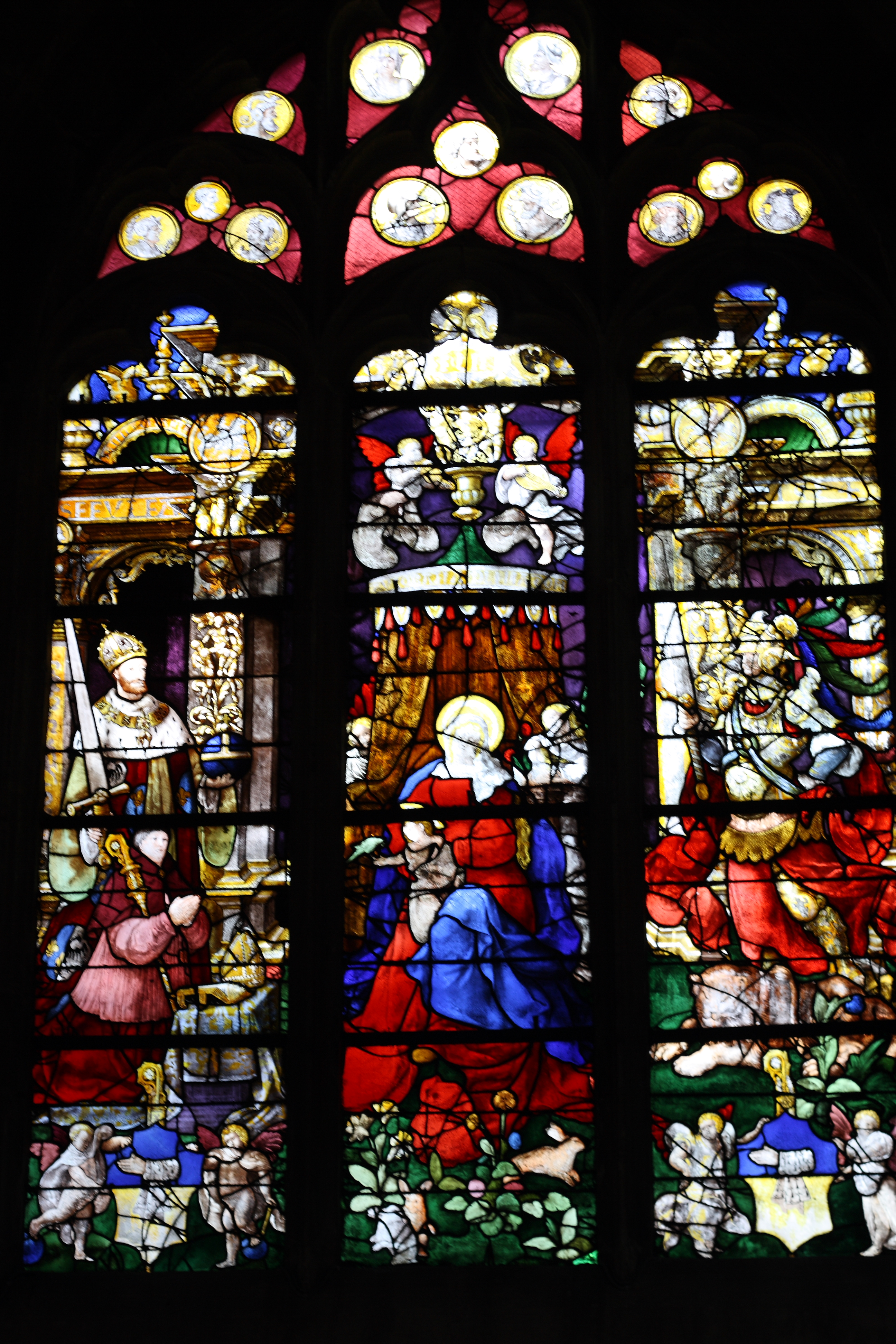
Vitrail no 8, vue d'ensemble.
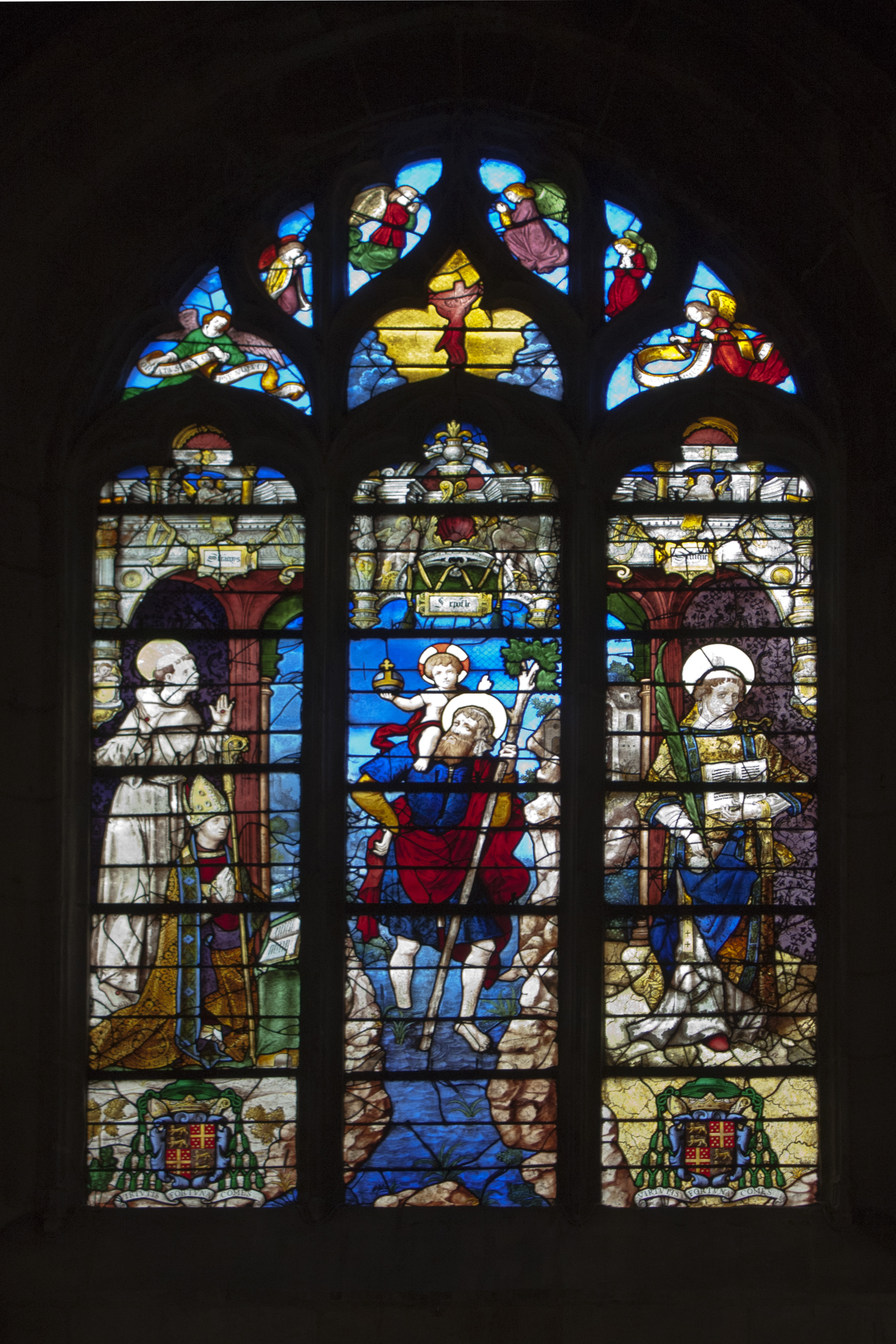
Vitrail no 9, vue d'ensemble.
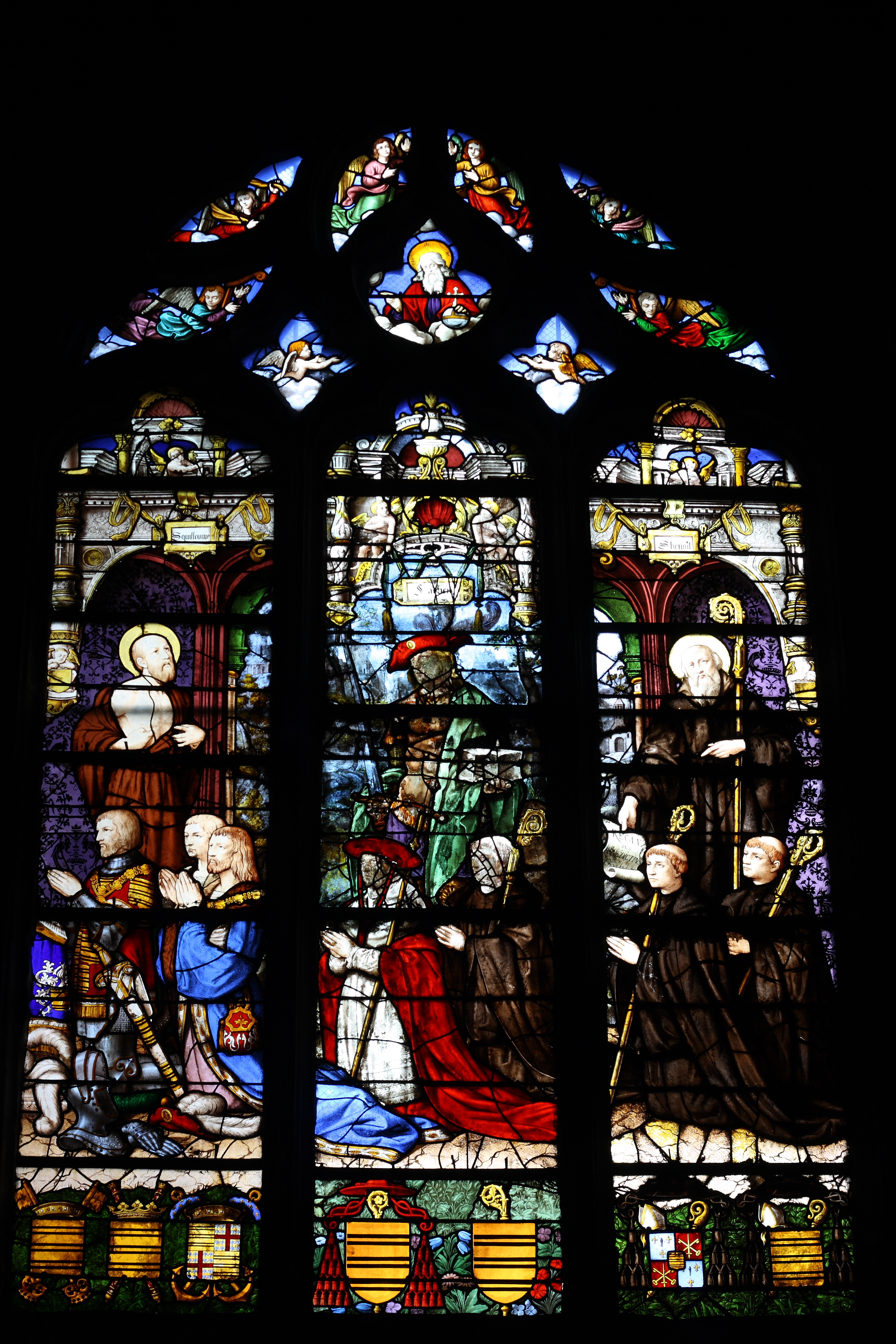
Vitrail no 10, vue d'ensemble.

- Vitrail no 6, dernière travée du collatéral sud : À gauche, Anne, sœur homonyme du connétable, présentée par sainte Anne ; au milieu, son époux Guy XVI de Laval présenté par saint Jérôme ; à droite, sainte Marie-Madeleine au pied de la Croix. Ce dernier panneau est une copie, l'original étant conservé au château d'Écouen.
- Vitrail no 7, troisième travée du collatéral nord du chœur : Au centre et à droite, le mariage de Louise, première fille de Guillaume de Montmorency et sœur du connétable Anne, avec Gaspard Ier de Coligny en 1514. Leur fils, Gaspard II de Coligny, combattra les armées du connétable Anne lors des guerres de religion. À gauche, l'Adoration des bergers, panneau entièrement refait au XIXe siècle tout comme le portrait de Marie-Louise.
- Vitrail no 8, troisième travée du collatéral sud du chœur, œuvre d'Engrand Leprince : À gauche, le donateur Charles de Villiers de L'Isle-Adam, évêque de Beauvais, présenté par saint Charlemagne, ressemblant à Charles Quint ; au centre, la Vierge à l'Enfant ; à droite, saint Adrien. Les médaillons tout en haut représentent des guerriers en armes.
- Vitrail no 9, deuxième travée du collatéral nord du chœur : À gauche, le donateur François de Dinteville, évêque d'Auxerre (seul donateur à ne pas appartenir à la famille de Montmorency, mais témoin du mariage d'Anne), présenté par saint François d'Assise ; au centre, saint Christophe ; à droite, saint Étienne.
- Vitrail no 10, deuxième travée du collatéral sud du chœur : Il représente Guillaume Gouffier de Bonnivet, époux en secondes noces de Philippe de Montmorency, sœur de Guillaume, avec ses six fils, présentés par saint Guillaume, saint Adrien et saint Benoît. C'est l'unique vitrail où la scène de dévotion est absente, faute de place[29].

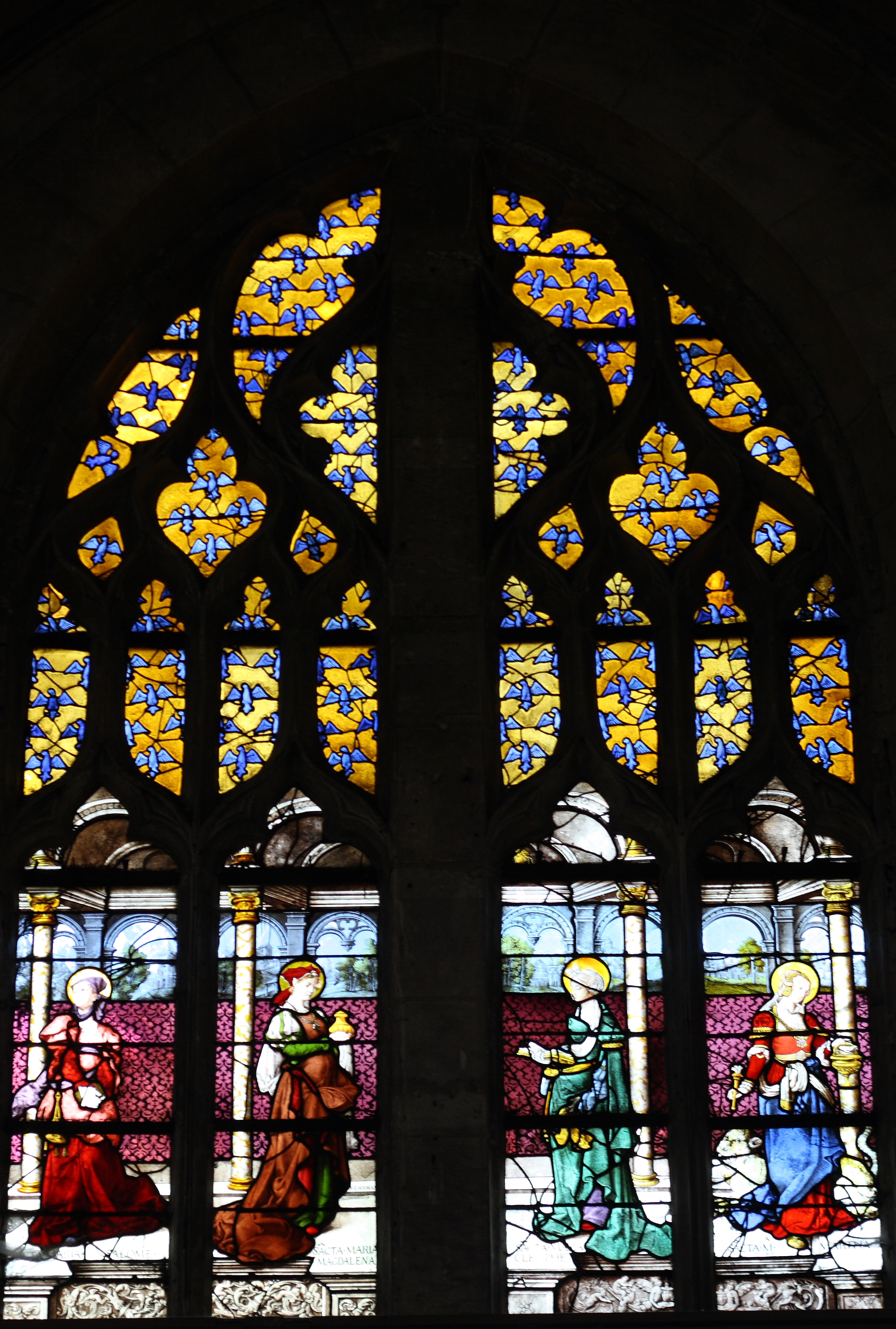
Vitrail no 11 dit des Alérions.
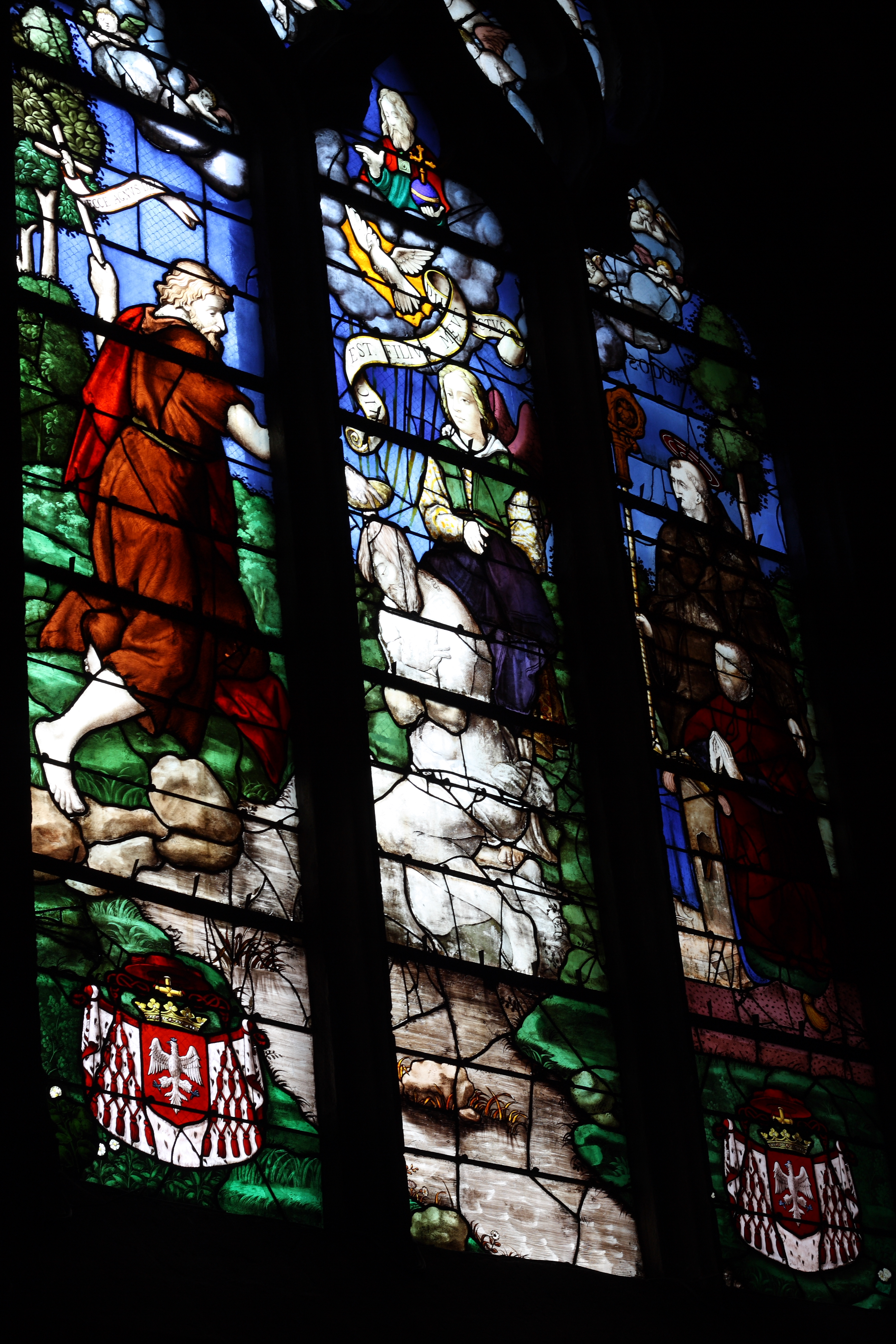
Vitrail no 12, vue partielle.
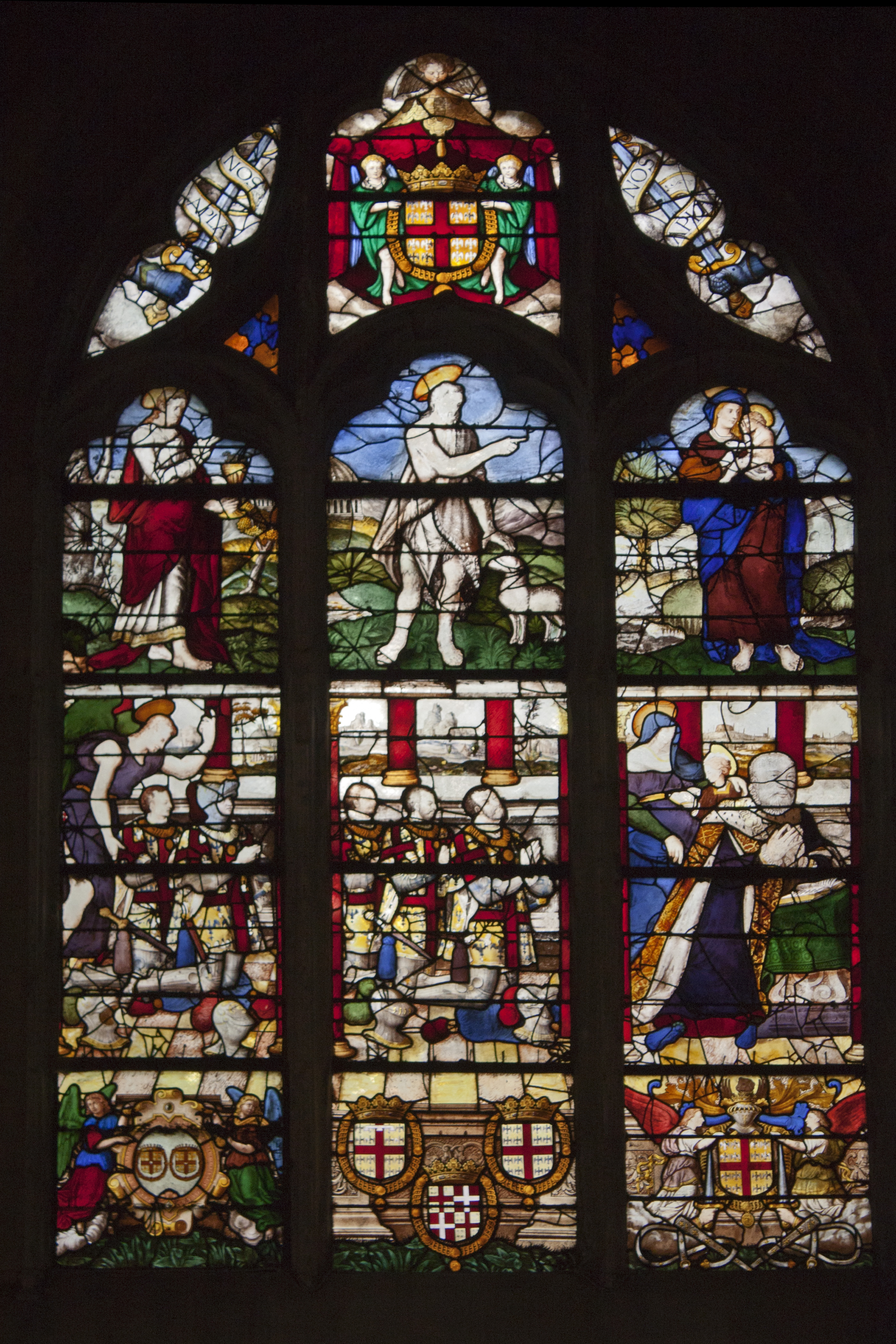
Vitrail no 13, vue d'ensemble.
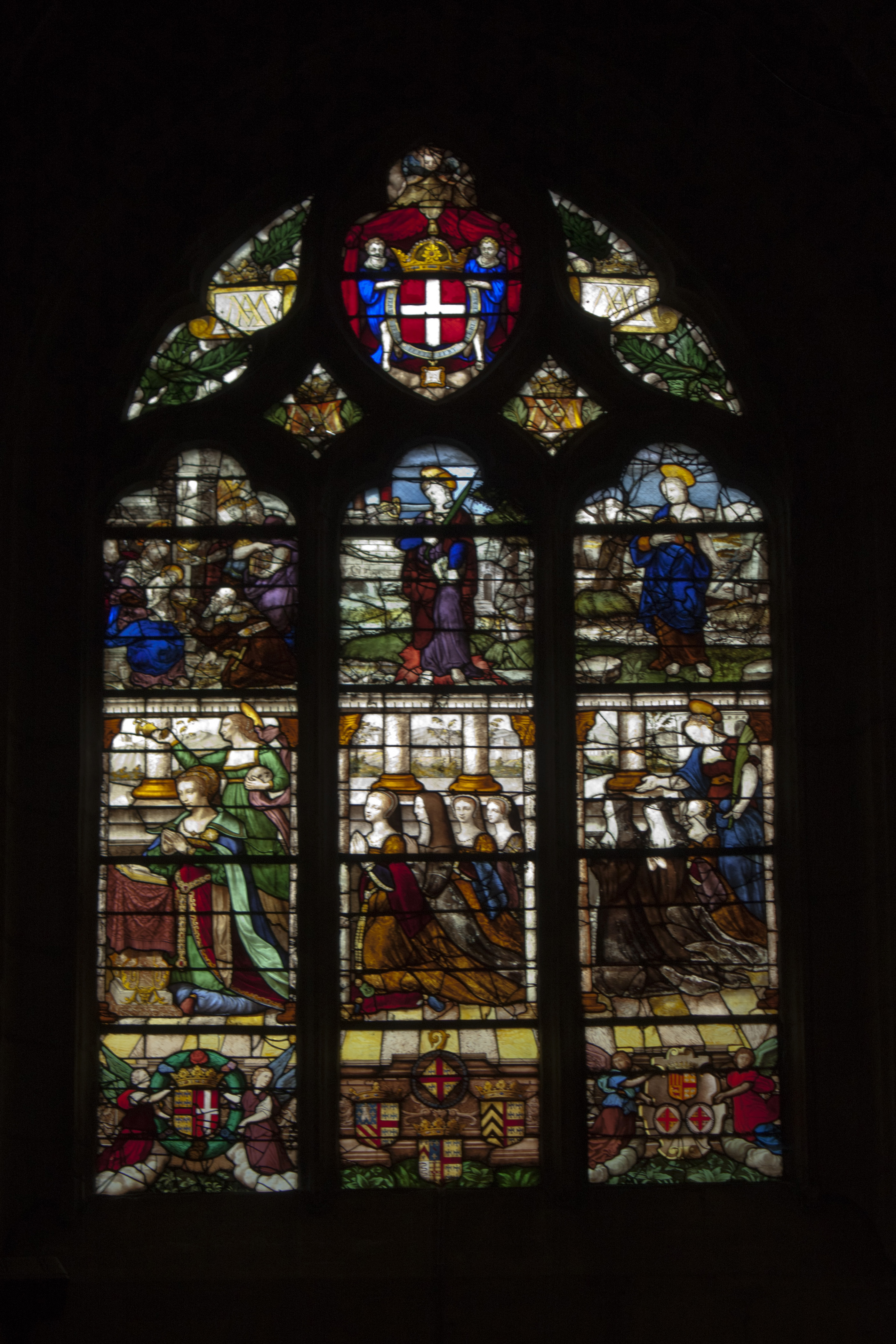
Vitrail no 14, vue d'ensemble.
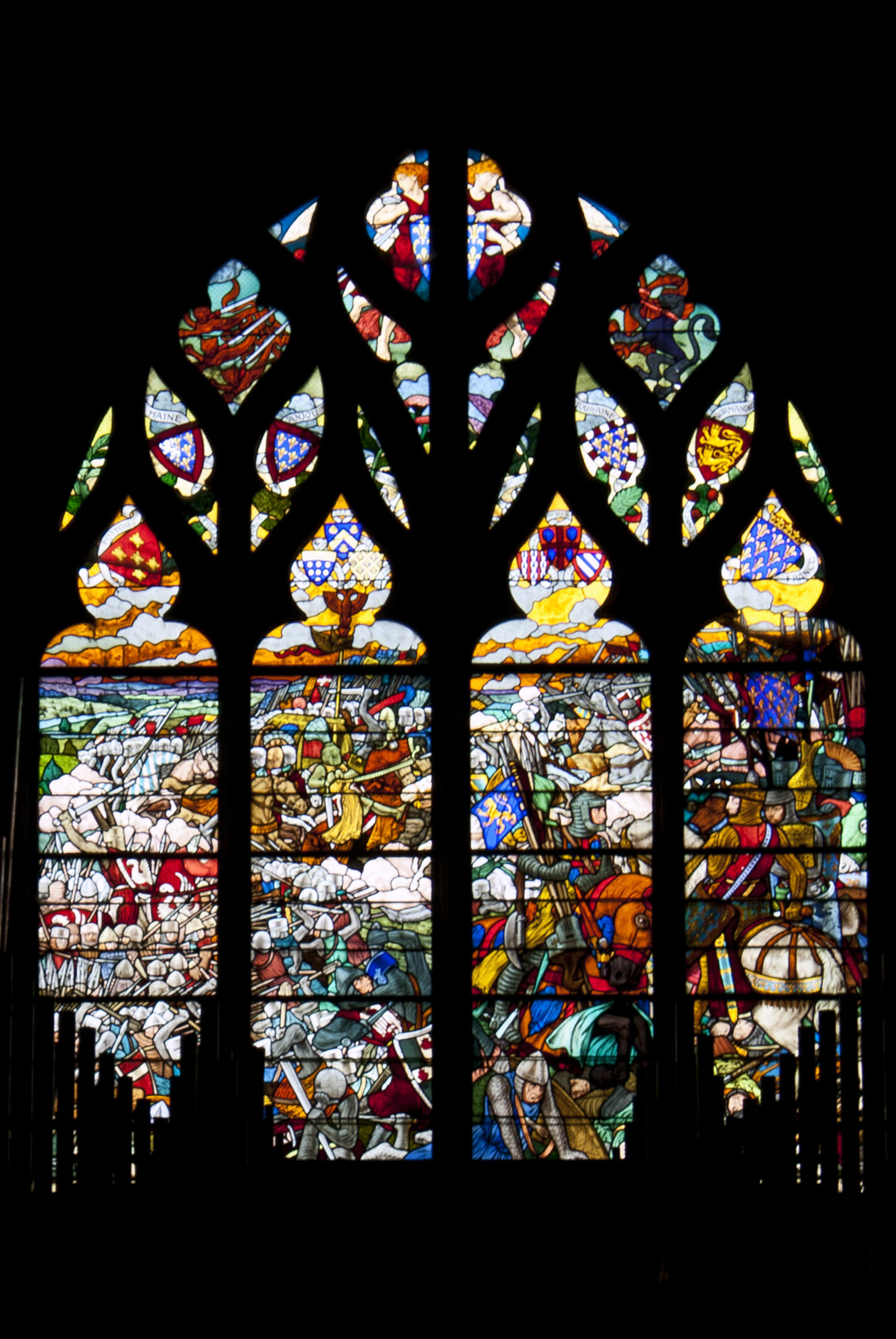
Vitrail de la façade.

- Vitrail no 11, au-dessus du portail septentrional : Dit des Alérions, tout le décor de son registre supérieur est basé sur le principal insigne héraldique des Montmorency, et au-dessous, l'on voit quatre femmes saintes en train de prier : Salomé, Marie-Madeleine (copies du XIXe siècle), Marie mère de Jacques et sainte Marthe. Ces figures féminines dans leur beauté presque immatérielle évoquent davantage des allégories platoniciennes que des saintes, et la représentation célèbre le goût du beau plus qu'elle n'invite au recueillement. Le vitrail peut être interprétée comme un manifeste des valeurs de la Renaissance artistique, affichant la concordance du beau, du bien et du vrai, mais il garde une part d'énigme et ne comporte pas de représentation du donateur. Il occupe ainsi à plusieurs titres une place à part parmi les vitraux de la collégiale, et Lucien Magne l'a considéré comme un chef-d'œuvre de la Renaissance française à son épanouissement.
- Vitrail no 12, première travée du collatéral sud du chœur : À droite, Odet de Coligny, le donateur, présenté par saint Odon ; et au centre et à gauche, l'épisode du Baptême du Christ. Contrairement au vitrail que le cardinal de Châtillon offre à l'église Saint-Acceul d'Écouen en 1545, celui-ci n'est pas encore empreint des idées de la Réforme protestante.
- Vitrail no 13, dernière travée du collatéral nord de la nef : Ce vitrail de 1563 est commandé par Anne de Montmorency pour commémorer l'achèvement de la collégiale. Le registre inférieur comporte à droite la troisième représentation du connétable que contient l'église, le montrant en homme âgé, alors que ses fils agenouillés au centre et à gauche sont déjà des hommes mûrs. Gabriel qui porte un heaume a déjà péri dans la bataille de Dreux un an auparavant.
- Vitrail no 14, dernière travée du collatéral nord de la nef : À gauche, Madeleine de Savoie est agenouillée, panneau refait au XIXe siècle ; au centre et à droite, l'on voit ses sept filles. Le registre supérieur est occupé par une Adoration des mages à gauche, par sainte Barbe au centre et par sainte Agathe à droite.
- Les vitraux no 15 à 24 ont été réalisés entre 1893 et 1894 par Leprévost d'après les dessins de François-Émile Ehrmann, et sont consacrés à la postérité des Montmorency. Le vitrail non numéroté de la façade occidentale est le plus original, seul à être consacré uniquement à une scène de l'histoire. Cette œuvre de Félix Gaudin exécutée d'après le dessin d'Eugène Grasset représente la bataille de Bouvines, dans laquelle Mathieu II de Montmorency se distingue et obtient le droit d'ajouter douze alérions à son blason, qui n'en comptait que quatre[30].

### Autres éléments de mobilier

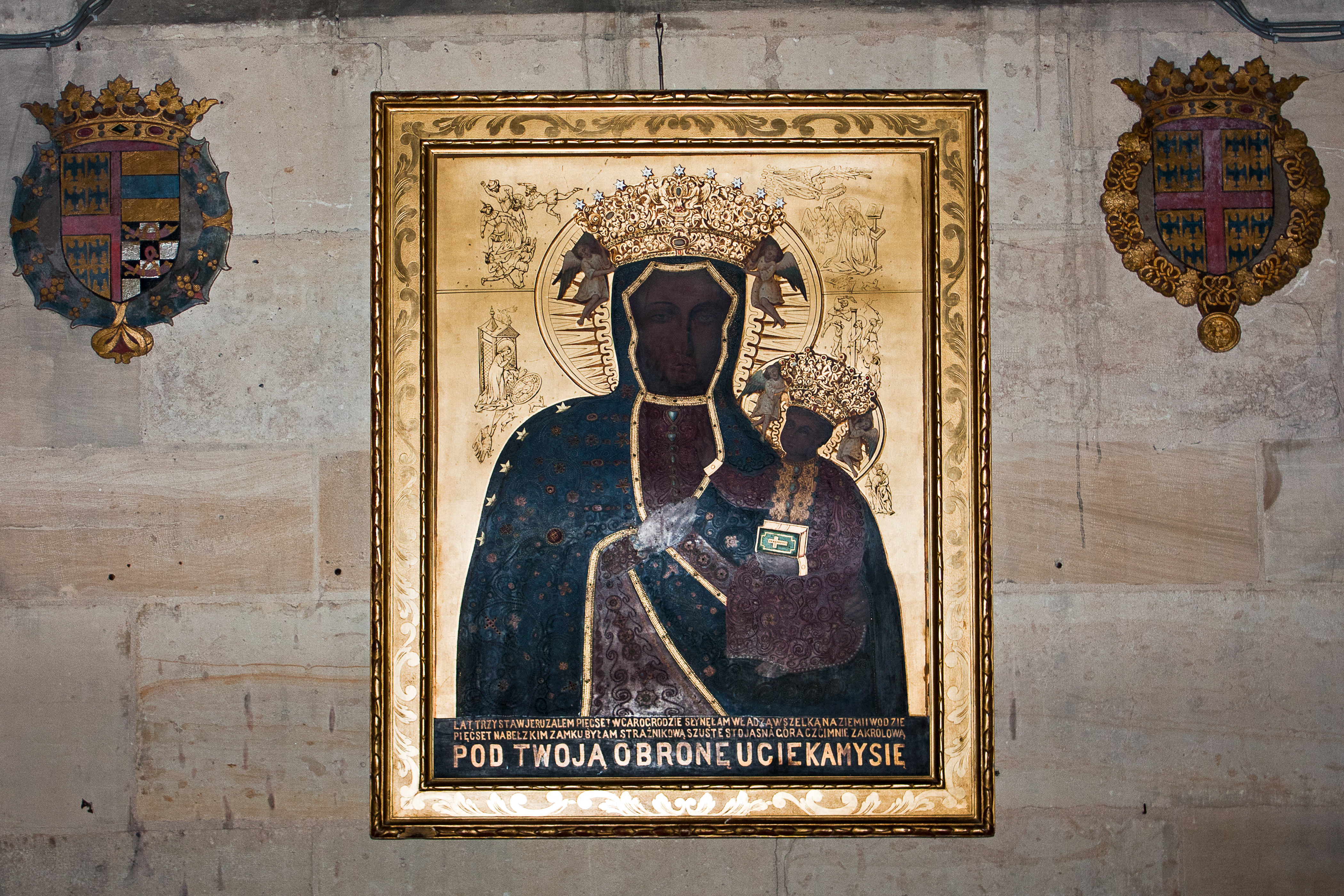
Vierge noire de Czestochowa.

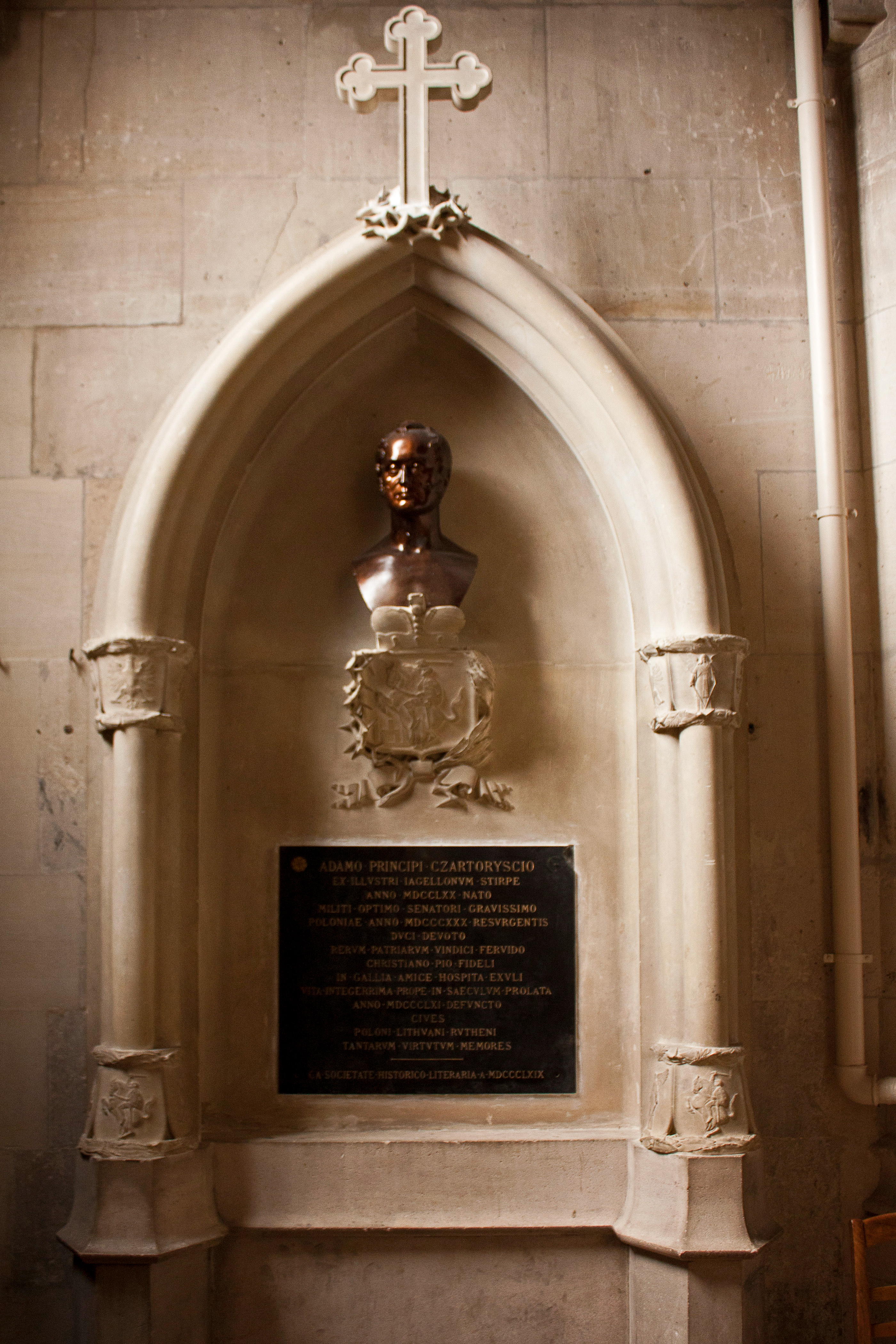
Tombeau du prince Czartoryski.

Les tombeaux des Montmorency ont presque tous été détruits à la Révolution. Subsistent les caveaux des Montmorency et des Bourbons, mais sans leurs monuments funéraires. Du monument funéraire de Guillaume de Montmorency et d'Anne Pot reste la plaque mentionnée ci-dessus, mais le caveau entre la seconde et la troisième travée du chœur a également disparu. Cependant, les corps des Montmorency reposent toujours dans la collégiale, réunis dans un seul caveau lors d'une cérémonie solennelle en 1843.
Dès la mort du connétable Anne de Montmorency en 1567, sa veuve commande le mausolée à l'architecte Jean Bullant attaché depuis longtemps aux services de la famille. Mais Bullant étant appelé à d'autres fonctions au service du roi lui-même à la basilique Saint-Denis, le mausolée reste inachevé à sa propre disparition. Son neveu Charles reprend la direction de l'exécution de ce chef-d'œuvre, mais il est incarcéré en 1581 car soupçonné d'avoir détourné des matériaux destinés à Saint-Denis. Le monument proprement dit est toutefois terminé l'année suivante. Il se compose d'un soubassement et d'un baldaquin reposant sur quatre groupes de trois colonnes. Manquent encore les gisants d'Anne et de Madeleine, sculptés entre 1582 et 1589 par Barthélemy Prieur. À la Révolution, Alexandre Lenoir démonte le mausolée afin de le récupérer pour le musée des monuments français. Si la plupart des composants se sont conservés, ils ont malencontreusement été éparpillés entre le musée du Louvre, pour les gisants et les colonnes, et le jardin de l'école nationale supérieure des beaux-arts de Paris pour les fragments du baldaquin.
La collégiale abrite également des souvenirs de la colonie polonaise qui s'était établie à Montmorency après l'insurrection ratée de novembre 1830. Hormis les deux cénotaphes déjà mentionnés, on peut aussi remarquer le monument funéraire avec buste du prince Czartoryski († 1861), et les plaques commémoratives de la princesse Anna Czartoryska et de la comtesse Izabella Działyńska.
Le bénitier est une vasque de marbre provenant du château voisin disparu de la Barre.